# Histoire du missile balistique
Pour les articles homonymes, voir missile (homonymie).
L'histoire du missile balistique naît au XXe siècle grâce à quelques scientifiques précurseurs de l'exploration de l'espace. Elle débute véritablement en 1944 lorsque des missiles balistiques V2 sont utilisés pour la première fois par l'Allemagne nazie au cours de la Seconde Guerre mondiale. Durant la guerre froide, ce type d'arme va connaître un développement considérable. Capitalisant sur le savoir-faire des ingénieurs allemands, les États-Unis et l'Union soviétique se lancent dans des projets de développement de missiles qui débouchent dans les années 1950 sur des armes opérationnelles capables d'emporter une ogive nucléaire à une distance pouvant atteindre plusieurs milliers de kilomètres. Des milliers de missiles sont produits dans les années 1960 par les deux super-puissances, en vue d'équiper soit leurs forces de théâtre d'opérations, soit leurs forces nucléaires stratégiques. La France et la Chine se lancent aussi dans le développement de ce type d'armes dans les années 1960.
Les missiles sont le plus souvent associés à la notion d'arme de destruction massive, terme qui désigne les armes nucléaires, radiologiques, bactériologiques et chimiques. Ils peuvent aussi emporter des ogives explosives dites conventionnelles. Leur développement durant les années de la guerre froide est fondamentalement lié à l'arme et à la dissuasion nucléaires. À fin 2019, des missiles ont été utilisés dans des conflits pour lancer des ogives conventionnelles ou chimiques, mais jamais d'ogive nucléaire.
La possession de missiles balistiques augmente la capacité de dissuasion  d'un pays, même lorsqu'elle n'est pas associée à la possession d'armes nucléaires. Ce constat résulte du fait que les missiles de génération ancienne, encore les plus répandus, sont relativement peu précis et donc peu adaptés à viser des cibles militaires précises mais davantage utilisables contre des cibles civiles devenant ainsi une arme de terreur à l'instar de l'arme nucléaire.

## Définitions et typologie

### Définitions
Un missile est une arme propulsée et guidée conçue pour emporter une charge militaire. Les quatre catégories principales de missiles sont :
- les missiles balistiques, dont la portée va de quelques dizaines de kilomètres à plusieurs milliers de kilomètres, propulsés par un moteur-fusée durant leur phase initiale de vol, atteignant des vitesses très élevées de plusieurs km/s (entre Mach 5 et Mach 20), lorsque la gravité ramène l'ogive balistique sur Terre, armés d'ogives militaires conventionnelles ou nucléaires. Ces missiles contiennent une forme de mécanisme de guidage et de contrôle durant la phase terminale de leur vol afin d'obtenir une bonne précision de tir. Les roquettes sont une variante non guidée de ces missiles.
- les missiles tactiques, à très courte portée soit de quelques centaines de mètres à quelques dizaines de kilomètres sauf exception, utilisés sur le champ de bataille pour détruire des cibles précises, tels que des engins blindés ou des avions.
- les missiles de croisière, dont la portée est rarement supérieure à quelques centaines de kilomètres, propulsés durant tout leur vol mais lents puisque subsoniques le plus souvent, qui peuvent être armés comme les missiles balistiques d'ogives conventionnelles ou nucléaires. Ils volent à très basse altitude ce qui constitue leur principale protection pour échapper à la détection[1].
- les missiles ou planeurs hypersoniques, propulsés par un moteur-fusée ou un stato-réacteur pendant une partie du vol leur permettant d'atteindre une très grande vitesse, supérieure à Mach 5, et d'adopter un profil de vol à plus basse altitude que les missiles balistiques. La combinaison de ces deux caractéristiques les rend très difficiles à détecter et intercepter[2],[3].

### Typologie
Il n'existe pas de typologie internationale officielle des missiles balistiques. La typologie suivante fonction de la portée des missiles a été adoptée par l'usage pour les missiles lancés depuis le sol :
- Missile à courte portée (SRBM : Short Range Ballistic Missile). Leur portée est inférieure à 1 000 kilomètres. Exemples : Iskander-E, Pluton, Scud, MGM-31 Pershing ;
- Missile à moyenne portée (MRBM : Medium Range Ballistic Missile), qui ont une portée comprise entre 1 000 et 3 000 kilomètres. Exemples : Shahab-3, Nodong-1, Jericho II ;
- Missile à portée intermédiaire (IRBM : Intermediate Range Ballistic Missile), qui ont une portée comprise entre 3 000 et 5 500 kilomètres. Exemples : S3, SS-20 ;
- Missile intercontinental (ICBM : InterContinental Ballistic Missile, qui ont une portée supérieure à 5 500 kilomètres. Exemples : Topol-M, Peacekeeper, SS-18.

Le Traité sur les forces nucléaires intermédiaires signé en 1987 par les États-Unis et l'Union soviétique définit deux catégories : les missiles de portée intermédiaire, d'une portée comprise entre 1 000 et 5 500 km, et les missiles à plus courte portée dont la portée se situe entre 500 et 1 000 km.
Pour les missiles qui ne sont pas lancés depuis le sol, la classification est fonction de leur milieu de lancement :
- Missile aérobalistique (ALBM : Air-Launched Ballistic Missile) lancé depuis un aéronef, comme le Kinjal russe, le Rampage israélien, le CH-AS-X-13 chinois.
- Missile mer-sol balistique (SLBM : Submarine Launched Balistic Missile) lancés depuis des sous-marins lanceurs d'engins, le plus souvent à propulsion nucléaire (SNLE). Exemples : Missile M51 (France), Trident 2D5 (États-Unis), Boulava (Russie).

## Découverte et validation du concept de missile balistique

### Les précurseurs

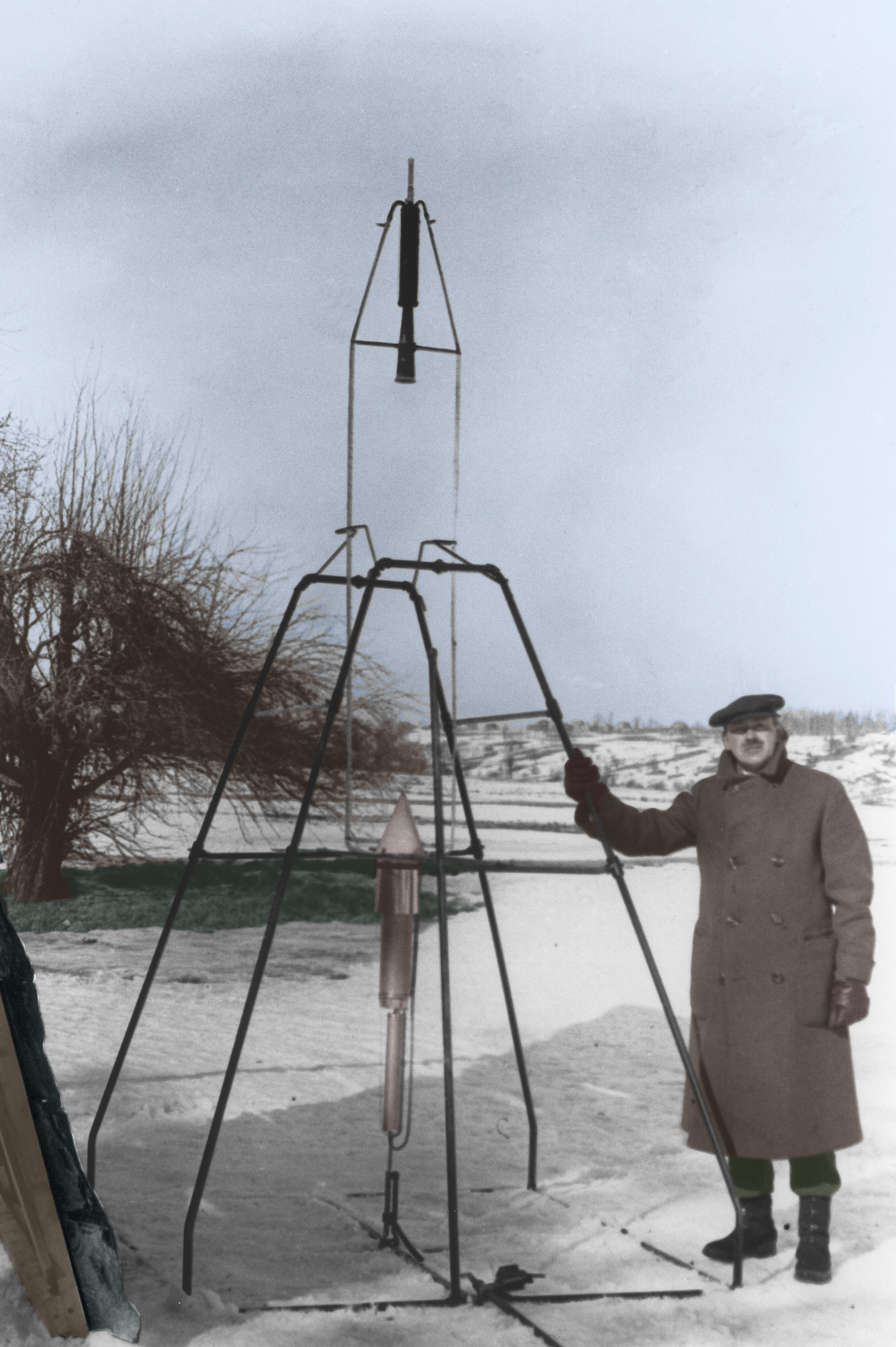
Goddard et sa première fusée, baptisée Nell, en 1926.

L’histoire de la conquête spatiale et du missile a retenu les noms de quatre pionniers :  le Russe Constantin Tsiolkovski, le Français Robert Esnault-Pelterie, l'Américain Robert Goddard et l'Austro-hongrois Hermann Oberth.
En Russie, Tsiolkovsky est le premier au début du XXe siècle à poser les principes physiques à la base du fonctionnement des fusées et du vol orbital qui démontrent notamment la nécessité de construire des fusées à étages séparés pour atteindre la vitesse orbitale,.
Robert Esnault-Pelterie, inventeur talentueux, pionnier de l’aviation, propose de caractériser la navigation à venir dans le ciel et les astres par le mot « astronautique », universellement adopté depuis. il s’intéresse dès 1907 à la théorie de la propulsion par réaction et aux possibilités offertes par la fusée pour les voyages interplanétaires, dont il devient un ardent promoteur. Mais il échoue à intéresser l'État-major français à la construction de fusées,.
Aux États-Unis, Goddard est le premier à construire des fusées expérimentales à carburant liquide : sa première fusée, lancée le 16 mars 1926 s'élève à 12,5 mètres de hauteur et parcourt 56 mètres depuis son lieu de lancement.
En Allemagne, Hermann Oberth soutient en 1923 la première thèse de doctorat en astronautique qu'il publie sous le titre La fusée dans l'espace. Il préside à partir de 1928 une société savante La société pour la navigation spatiale (en allemand Verein für Raumschiffahrt). Ses convictions deviennent rapidement partagées, contrairement à ce qui se passe côté français. Il attire de jeunes talents comme Wernher von Braun,.

### Les premiers missiles opérationnels

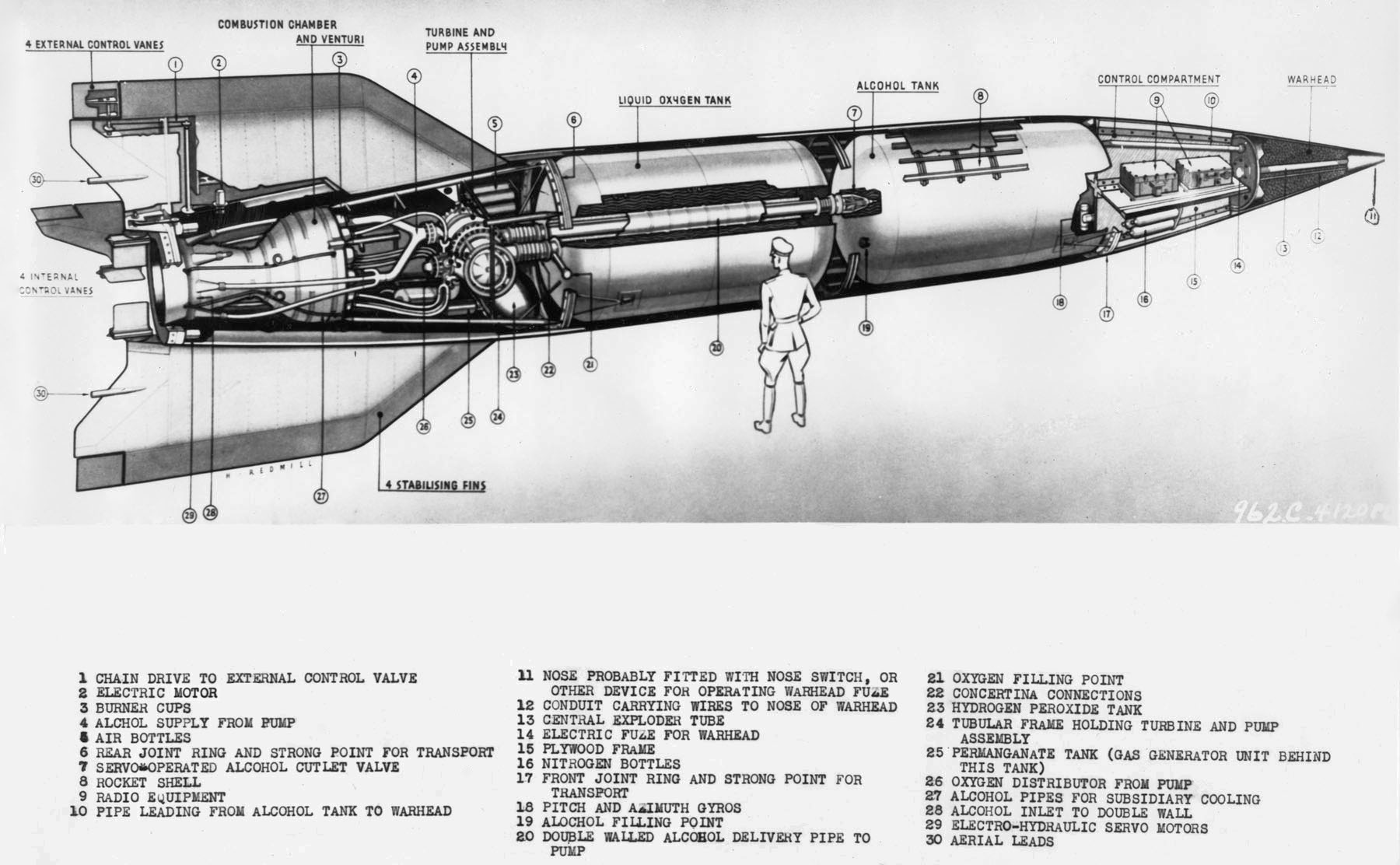
Écorché du V2 réalisé par l'U.S. Army en 1945.

Une deuxième génération de chercheurs et d'ingénieurs émerge au cours des années 1930, notamment en Allemagne. Ils vont passer des idées et des concepts à la validation de la faisabilité du missile et en développer les premiers modèles opérationnels, le missile de croisière V1 et le missile balistique V2.
En Allemagne, l'armée crée un département Balistique au sein de la direction des Armements que von Braun rejoint en 1932. Au sein de cette institution militaire, il prend la tête d'un programme de recherche sur les fusées à propulsion à ergols liquides, qui bénéficie d'un soutien financier croissant des dirigeants militaires allemands dans le contexte d'une politique de réarmement de l'Allemagne portée par l'arrivée au pouvoir d'Adolf Hitler en janvier 1933.
Des tests de missiles à ergols liquides sont effectués à partir de 1932. Les équipes s'installent en 1937 sur le site secret de Peenemünde sur la Baltique où 5 000 personnes travaillent en 1942. La conception du missile A-4, le futur V2, est finalisée en 1941 et le premier essai en vol réussi a lieu le 3 octobre 1942. Les premiers V2 sont tirés sur Paris et Londres le 8 septembre 1944. Le missile est publiquement identifié par le ministre de la Propagande nazie, Joseph Goebbels, comme l'« arme de représailles 2 » (en allemand : Vergeltungswaffe 2), soit en forme courte V2,,.

## Les années 1944-1949: prolifération de projets et expérimentations
| Missile     | Pays | Année test | Poids (tonnes) | Portée (km) |
| ----------- | ---- | ---------- | -------------- | ----------- |
| R-1         | URSS | 1948       | 13,2           | 270         |
| R-2         | URSS | 1950       | 20,0           | 600         |
| Corporal    | USA  | 1951       | 5,4            | 130         |
| Redstone    | USA  | 1953       | 28,0           | 325         |
| R-11 Scud-A | URSS | 1953       | 5,8            | 260         |

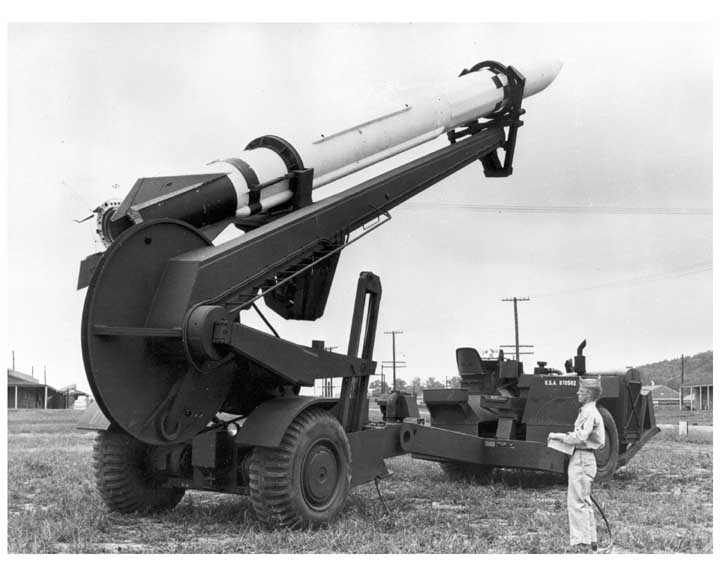
MGM-5 Corporal sur sa rampe de lancement (1958).

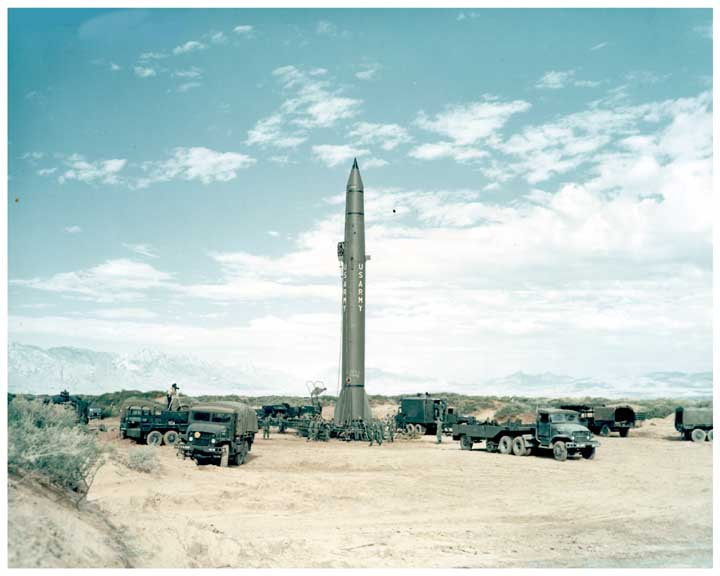
PGM-11 Redstone en position de tir en 1961.

Dès 1944, avant même la fin de la Seconde Guerre mondiale, des projets de développement de fusées sont lancés aux États-unis et en URSS, mais aussi en France, le plus souvent dans un double but scientifique et d'exploitation à des fins militaires. Les deux Grands s'appuient en premier lieu sur leurs propres compétences scientifiques et technologiques. Celles-ci sont aussi largement enrichies par la capture des ingénieurs allemands et la saisie d'une grande quantité de documents, de composants et de fusées entières.

### États-Unis
Les États-Unis favorisent les bombardiers à très long rayon d’action du Strategic Air Command (B-36, B-47, B-50 puis B-52) capables d'exécuter la stratégie de « représailles massives ». Cependant, l'U.S. Army et l'U.S. Air Force initient de nombreux projets de missiles de tous types — de croisière, balistique, propulsés par moteur-fusée ou statoréacteur — et de tous emplois — sol-sol, sol-air, air-sol — dont peu aboutissent en raison des rivalités entre les Armées et des restrictions budgétaires imposées successivement par Truman et Eisenhower.

#### Les projets de l'U.S. Army
Ainsi, l'Army s'associe en 1944 au California Institute of Technology (Caltech) pour un programme de recherche qui donne naissance aux missiles Private et Corporal dont les premiers essais en vol ont lieu respectivement fin 1944 et en 1947 au polygone d'essais de missile de White Sands. Fin 1944, l'Army lance un autre programme baptisé Hermes, beaucoup plus ambitieux, destiné à développer des missiles à courte et moyenne portée en capitalisant sur la technologie développée en Allemagne ; ce programme, dont le budget atteint 100 M$ (valeur 1949), est arrêté au bout de dix ans en 1954 sans avoir abouti à des missiles opérationnels. Il est toutefois directement à l'origine du Redstone. Durant toutes ces années Von Braun poursuit ses travaux au Nouveau-Mexique avec une grande partie de son équipe. De l'expérience continue d'être accumulée avec le lancement de V2 rapportés d'Allemagne. Son équipe développe au cours des années 1950 le missile Jupiter à moyenne portée, largement dérivé du V2. D'autres projets de missiles sont menés parmi lesquels Thor.
La décision est prise en 1949 de développer une version militaire opérationnelle du Corporal. Le premier tir d'essai est effectué en 1951. Pesant 5 400 kg, le missile à propulsion liquide emporte une charge utile de 680 kg à une distance comprise entre 50 et 130 km. Il est le premier missile nucléaire tactique déployé par les forces armées américaines. Il emporte une ogive nucléaire W7 d'une puissance de 22 kt,,.
La spécification d'origine du missile Hermes C-1 établie en 1946 prévoit l'étude d'un missile à deux étages d'une masse de 113 t, d'une portée de 3 200 km et emportant une charge utile de 450 kg. Le projet bénéficie de peu de moyens jusqu'en 1950. Dans le contexte de la guerre de Corée, il est alors relancé par l'Army qui veut disposer rapidement d'un missile capable de porter l'ogive thermonucléaire beaucoup plus lourde W-39 de 3 580 kg, mais à une distance réduite à 400 km, donnant naissance au projet Redstone,. Réutilisant largement les technologies du V2, le missile effectue son premier vol en 1953 après seulement deux ans de développement. L'Army demandant que sa fiabilité soit poussée au maximum, les tests se poursuivent longuement, le premier missile de série est testé en 1956 et il entre en service dans des unités de la 7e armée en Allemagne de l'Ouest en 1958. Parallèlement, Von Braun et son équipe proposent en 1954 de développer sur la base du Redstone un lanceur capable de mettre en orbite de petits satellites scientifiques. Sous le nom de Jupiter C puis Juno 1, le lanceur réussit la mise en orbite d'Explorer 1 le 31 janvier 1958, trois mois seulement après que l'URSS a fait sensation en réussissant le lancement du Spoutnik 1,.

#### Les projets de l'U.S. Air Force
De son côté, l'Air Force met sur pieds dès 1945 un programme de R&D de missiles balistiques qui est annulé en 1947, tandis que les projets de missile de croisière stratégique Navaho et Snark, et tactique Matador lancé depuis le sol se poursuivent. Dans l'objectif de renforcer les capacités offensives de ses bombardiers stratégiques, l'Air Force conserve aussi le développement du missile air-air Falcon et du missile air-sol Rascal. Il s'agit d'un missile supersonique largué d'un bombardier, propulsé par un moteur-fusée à ergols liquides, capable d'emporter une ogive nucléaire à plus de 160 km. Son développement débute en 1947 et ses essais ont lieu à partir de 1949. Émaillés de nombreux problèmes techniques, ils se poursuivent durant la première moitié des années 1950. Le Rascal ne devient jamais opérationnel, il est abandonné au profit du Hound Dog.

### Union soviétique

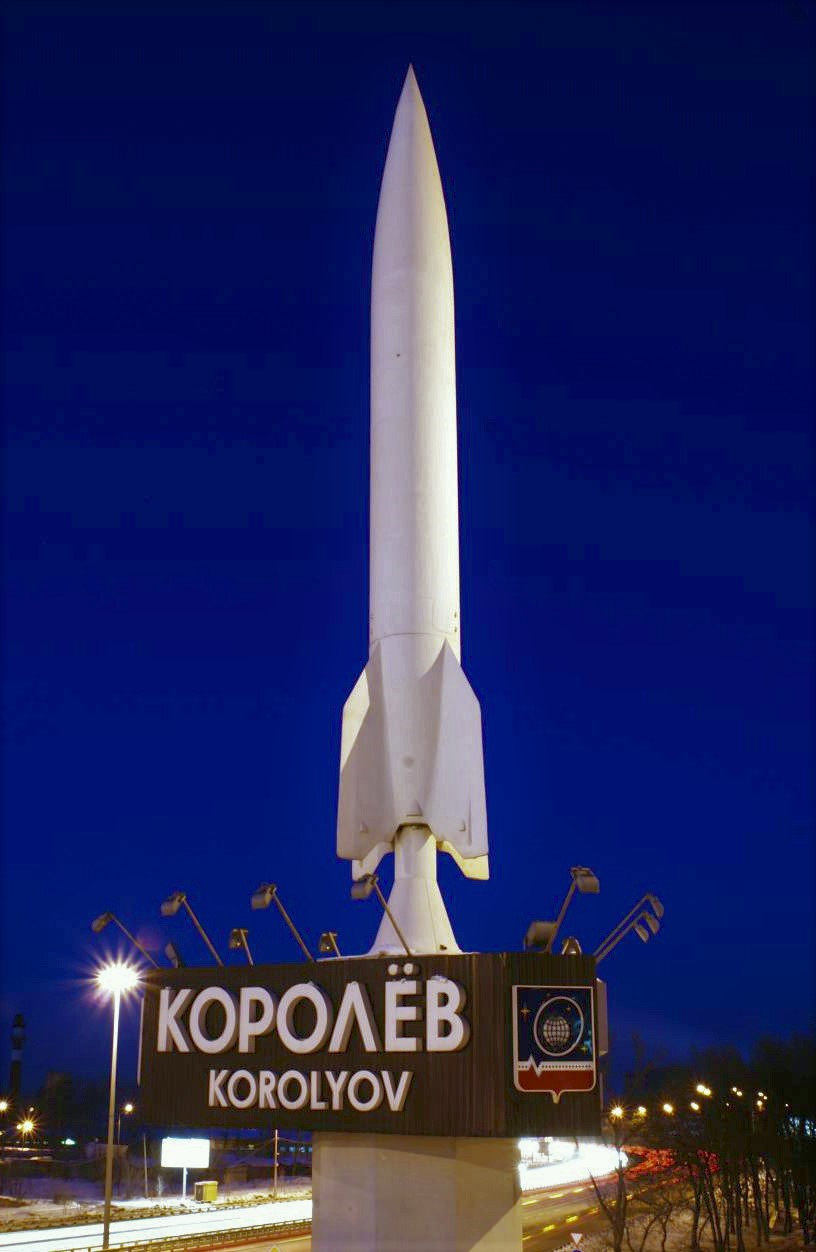
Missile R-2, dérivé du V2, à l'entrée de Korolev, rebaptisée en l'honneur de Sergueï Korolev.

Comme aux États-Unis, l'apparition du V2 est un choc en URSS. Dès novembre 1944, Staline demande à Sergueï Korolev, alors emprisonné dans une charachka, bureau d'études appartenant au système du goulag, d'étudier un missile comparable au V2. En 1945, les Soviétiques découvrent l'avance considérable acquise par les ingénieurs allemands. Staline ordonne en 1946 la mise sur pied d'une organisation et d'un programme de développement de missiles. Dans ce cadre, est créé l'Institut de recherches scientifiques no 88 (NII 88) pour mettre au point des missiles balistiques et de croisière en partant des travaux réalisés par les Allemands ; Korolev est placé à la tête du département no 3, rebaptisé plus tard OKB-1, chargé de la conception de missiles à longue portée.
Le premier objectif est de tirer parti des connaissances des ingénieurs allemands capturés et de l'abondant matériel récupéré. Les Soviétiques mettent au point des évolutions du V2 de plus en plus performantes : le R1 est quasiment identique au V2, mais le R2 a une portée double (600 km) et une ogive détachable. Testé à partir de septembre 1949, il équipe les premières nouvelles brigades de missiles à partir de 1953. Plusieurs centaines de ces missiles R1 et R2 sont produits à partir de 1953. Ils sont initialement armés d'une tête conventionnelle, mais en 1956 une tête nucléaire devient disponible pour le R2 qui demeure à maints égards un missile expérimental et d'entraînement des premières unité militaires dotées de missiles.

## Les années 1950: premiers déploiements opérationnels de missiles nucléaires

### Premiers développements opérationnels: les missiles à moyenne portée
| Missile        | Pays | Année test | Poids (tonnes) | Portée (km) |
| -------------- | ---- | ---------- | -------------- | ----------- |
| R-5M Pobeda    | URSS | 1954       | 29             | 1 200       |
| R-12 Dvina     | URSS | 1957       | 27             | 2 000       |
| PGM-17 Thor    | USA  | 1957       | 50             | 2 400       |
| PGM-19 Jupiter | USA  | 1959       | 50             | 2 400       |
| R-14 Chusovaya | URSS | 1960       | 87             | 4 500       |

Sous la direction de Staline, les Soviétiques accordent encore la priorité au développement de bombardiers stratégiques, mais ils rencontrent d'importantes difficultés en raison notamment de leur retard dans les moteurs. Dans le même temps, les efforts des laboratoires de recherche dans les technologies de missiles commencent à porter leurs fruits. Plusieurs modèles de missiles à moyenne portée sont développés par les équipes soviétiques. L'objectif est de disposer de missiles armés d'ogives nucléaires et d'une portée suffisante pour pouvoir atteindre nombre de cibles en Europe de l'Ouest depuis les frontières occidentales de l'Union soviétique ou depuis les pays satellites d'Europe de l'Est. Dans ce but, le R-5 est développé, comme le R-2, par le bureau de Korolev qui procède par amélioration incrémentale de technologies déjà éprouvées, ce qui permet de réaliser dès avril 1954 le premier test et de connaître peu d'échecs. Le premier IRBM coiffé d'une ogive nucléaire est le R5-M (code OTAN SS-3 Shyster) d'une portée de 1 200 km. Il est déployé à partir de l'été 1956, après un essai réussi en février 1955 accompagné de l'explosion réelle de l'ogive thermonucléaire emportée par le missile.
Les Soviétiques mènent presque simultanément deux autres programmes de missiles à moyenne portée, les R-12 et R-14. Le R-12 (SS-4 Sandal) d'environ 2 000 km de portée, dont les tests commencent en 1957 entre en service opérationnel en 1959. Le R-14 (SS-5 Skean) bénéficie de l'expérience acquise avec le R-12 dont il améliore la technologie de propulsion et de guidage ; trois fois plus lourd mais toujours mono-étage et à ergols liquides, il emporte la même charge utile deux fois plus loin que le R-12 ; son premier tir réussi est effectué en 1960. Les Soviétiques disposent dès le milieu des années 1950 d'un nombre important d'IRBM SS-4 Sandal, dont la portée de 2 000 km est suffisante pour atteindre Paris ou Londres.
Les premiers IRBM mis en œuvre sont dimensionnés pour pouvoir emporter des charges thermonucléaires mégatonniques, d'une puissance considérablement supérieure aux bombes larguées sur Hiroshima et Nagasaki. Les missiles Thor et Jupiter sont tous deux des missiles à un étage, à carburant liquide, dotés de systèmes de guidage inertiels et d'ogives de 1,5 mégatonne. De même le SS-4 soviétique emporte une ogive d'une puissance de 1 mégatonne.

### Nouvelles ambitions: les missiles intercontinentaux et les lanceurs spatiaux
| Missile      | Pays | Année test | Poids (tonnes) | Portée (km) |
| ------------ | ---- | ---------- | -------------- | ----------- |
| R-7 Semiorka | URSS | 1957       | 280            | 8 000       |
| SM-65A Atlas | USA  | 1957       | N.S.           | N.S.        |
| SM-65D Atlas | USA  | 1959       | 121            | 14 000      |
| Titan I      | USA  | 1959       | 105            | 11 300      |
| R-16 Mod-1   | URSS | 1961       | 141            | 11 000      |

En parallèle, les avancées majeures enregistrées dans la réduction du poids des armes atomiques et dans l'augmentation de leur puissance créent les conditions de faisabilité du développement de missiles intercontinentaux, dont la conception est simplifiée par la réduction de la capacité d'emport requise et dont le manque de précision est compensé par la puissance colossale des nouvelles armes thermonucléaires.
Certains projets ont une double finalité, militaire et civile. Ainsi, Atlas, le premier missile intercontinental (ICBM) développé aux États-Unis est aussi utilisé comme lanceur pour Mercury le premier programme spatial américain. De même, le missile R-7 Semiorka  (code OTAN SS-6 Sapwood) est le premier missile balistique intercontinental développé par l'Union soviétique, mais aussi la première fusée à avoir placé un satellite artificiel, Spoutnik 1, en orbite autour de la Terre, premier vol orbital réussi de l'ère spatiale. Contrairement aux missiles conçus pour envoyer leur charge utile sur une cible prédéterminée, les lanceurs ont pour vocation de placer leur charge utile en orbite autour de la terre pour des applications qui peuvent aussi être des satellites militaires.
L'Union soviétique et les États-Unis déploient chacun leur premier ICBM en 1959,. Les premiers ICBM ont des capacités nucléaires encore supérieures à celles des IRBM de première génération. L'Atlas E porte une ogive de deux mégatonnes et l’Atlas F une ogive de quatre mégatonnes. Le Titan I délivre une ogive de quatre mégatonnes à une distance supérieure à 10 000 km.

#### Union soviétique

ICBM R-7 (7A)

En URSS, la priorité est donnée dès la fin de la guerre au développement de l'arme atomique. Le pays ne possède pas de bases aériennes proches du territoire américain depuis lesquelles l'atteindre avec ses bombardiers dont les performances sont handicapées par les faiblesses de leur motorisation. Staline se rend compte de l'intérêt dans un tel contexte de développer des missiles balistiques à longue portée capables d'atteindre les États-Unis depuis l'URSS. En URSS, Korolev lance en 1953 les premières études d'un missile balistique intercontinental (ICBM) et obtient le 20 mai 1954 le feu vert officiel pour la construction d'un missile pouvant emporter une bombe thermonucléaire de 5 tonnes à 8 000 km. Cet ICBM, appelé R-7 Semyorka est testé pour la première fois avec succès le 21 août 1957 après trois échecs. Les ogives nucléaires soviétiques sont plus lourdes que leurs équivalents américains, aussi le R-7 a-t-il une plus grande capacité d'emport que les premiers ICBM américains. Lorsqu'il est utilisé comme lanceur spatial, cette spécificité donne aux Russes un avantage compétitif significatif. Un nouveau site de lancement est créé pour ce programme à Baïkonour au Kazakhstan,,.
Le 4 octobre 1957, la fusée R-7 place en orbite autour de la terre le premier satellite artificiel, Spoutnik 1. Fortement médiatisé, l'évènement frappe l'imagination du grand public et inquiète les dirigeants américains qui prennent conscience de la menace que cette fusée représente et de l'avance prise par les Soviétiques. Les adversaires d'Eisenhower exploitent l'affaire et dénoncent violemment ce qui est appelé le missile gap. En réalité le potentiel militaire du R-7 (désignation OTAN SS-6 Sapwood) est faible. De nombreux tests du missile et de son véhicule de rentrée dans l'atmosphère sont encore nécessaires avant qu'il n'entre en service en décembre 1959 sur la base militaire de Plessetsk. Jamais plus de six missiles de ce type sont en service dans les années 1960 avant qu'il ne soit retiré du service en 1967. La vingtaine d'heures de préparation de son lancement en raison du remplissage délicat de ses réservoirs d'ergols liquides en limitent fortement les capacités opérationnelles, d'autant que les avions espion américains U-2 ont repéré la base qui pourrait facilement être détruite par une attaque préventive de l'USAF.
Conscients des limites du R-7, Khrouchtchev autorise en décembre 1956 un nouveau programme d'ICBM, le R-16, (SS-7 Saddler) confié cette fois à au bureau d'études Yanguel, déjà responsable de l'IRBM R-12, qui utilise des ergols liquides qui peuvent être stockés quelques jours dans les réservoirs des missiles, permettant leur lancement dans un délai beaucoup plus court que le R-7.
L'impact aux États-Unis et en Europe du lancement de Spoutnik 1 achève de convaincre Khrouchtchev que les missiles révolutionnent l'art de la guerre et sont une opportunité pour l'URSS de rivaliser militairement avec les États-Unis. Sur le plan organisationnel, les Soviétiques créent la « Force des missiles stratégiques » le 17 décembre 1959, entérinant ainsi la prédominance des missiles dans la stratégie nucléaire du pays.

#### États-Unis
Les premières études de faisabilité de la construction d'un missile à longue portée sont lancées par l'US Air Force en 1951, avec un faible degré de priorité. Début 1954, le « comité von Neumann » conclut à la faisabilité d'un missile balistique d'ici 1960 compte tenu des progrès technologiques prévisibles et de la réduction du poids des ogives thermonucléaires, conduisant l'USAF à donner plus de moyens au projet Atlas. En septembre 1955, Eisenhower demande que le projet d'ICBM Atlas bénéficie d'une priorité absolue. En octobre, l'USAF lance Titan, un deuxième programme d'ICBM, conçu comme un backup en cas d'échec du projet Atlas. Le 17 décembre 1957, la troisième Atlas A lancée effectue le premier vol d'essai réussi.
Les États-Unis réagissent rapidement aux succès soviétiques. Le 10 avril 1958, Eisenhower réaffirme que les projets Atlas, Titan, Thor et Jupiter sont tous les quatre une priorité nationale. Planifié initialement en vue d'un déploiement au début des années 1960, la fin du développement des missiles IRBM Thor et Jupiter est accélérée. Thor est déployé en Angleterre et Jupiter en Italie et en Turquie à partir de 1959. Surtout, les programmes relatifs aux premiers ICBM américains, Atlas et Titan bénéficient de moyens très importants et débouchent en 1959. Considérablement modifiée et améliorée par rapport à l'Atlas A, la version de production Atlas D est lancé avec succès la première fois en juillet 1959. Le Strategic Air Command de l'USAF déclare l'Atlas opérationnel le 1er septembre 1959. En parallèle, le premier tir d'essai réussi du Titan I a lieu en février 1959 et l'USAF le déclare opérationnel en avril 1962.
La NASA est créée le 29 juillet 1958 pour administrer et réaliser les projets relevant de l'astronautique civile, jusque-là pris en charge par les différentes branches des forces armées des États-Unis, afin de rattraper l'avance prise par l'Union soviétique. Le duel américano-soviétique pour la conquête de l'espace, important pour le prestige de chacun des deux États rebondit le 12 avril 1961 avec le premier vol d’un homme dans l’espace, le cosmonaute soviétique Youri Gagarine le 12 avril 1961. Kennedy réagit en annonçant le 25 mai 1961 que les États-unis enverront avant la fin de la décennie un homme sur la Lune avec le programme Apollo.

### Une solution d'avenir: le missile lancé depuis un sous-marin
| Missile     | Pays | Année test | Lancement submergé | Portée (km) |
| ----------- | ---- | ---------- | ------------------ | ----------- |
| R-11        | URSS | 1955       | Non                | 150         |
| R-13        | URSS | 1959       | Non                | 600         |
| Polaris A1  | USA  | 1959       | Oui                | 1 900       |
| Polaris A-2 | USA  | 1960       | Oui                | 2 820       |
| R-21        | URSS | 1962       | Oui                | 1 400       |

L'intérêt stratégique et la faisabilité de l'installation de missiles balistiques dans des sous-marins sont fortement débattus. Les luttes d'influence entre les trois armées de l'air, de mer et de terre, et au sein de chacune d'elles jouent évidemment un rôle important dans les débats. Aux États-Unis, où la doctrine du bombardement stratégique s'est solidement établie durant la Seconde Guerre mondiale, l'U.S. Air Force obtient sans surprise l'essentiel de la responsabilité et des moyens de développement des missiles balistiques, tout en privilégiant les bombardiers jusqu'en 1954. En Union soviétique où l'Armée rouge est entièrement soumise au pouvoir politique, la Marine occupe une place secondaire.

#### Union soviétique
Les Soviétiques sont les premiers à tester et déployer en opérations des missiles balistiques lancés de sous-marins (SLBM). Mais le choix d'adapter à l'environnement naval des missiles terrestres, s'il se révèle payant à court terme, va entraîner un retard de la Marine soviétique dans ce domaine au début des années 1960 lorsque l'US Navy commence à déployer ses missiles Polaris spécialement conçus dès l'origine pour être lancés depuis un sous-marin en plongée.
En janvier 1954, la décision est prise d'installer une version navalisée d'un missile existant, le R-11, connu comme le Scud-A. Deux missiles sont installés sur des sous-marins diesel-électriques de la classe Zoulou qui ne peuvent être lancés qu'en surface. Le premier tir est effectué le 16 septembre 1955. Sa portée de seulement 150 km et ses problèmes de guidage et de stockage permanent des ergols dans le missile à bord du sous-marin ne convainquent pas la Marine soviétique de l'utilité du système d'armes, mais Khrouchtchev insiste pour qu'il soit déployé à partir de 1959. Le développement du R-13, simple évolution du R-11, commence mi-1956. Sa portée passe à 600 km, et le missile est jugé suffisamment fiable pour être doté d'une ogive nucléaire. Ses tests débutent en juin 1959 et il est admis au service actif en octobre 1961.

#### États-Unis

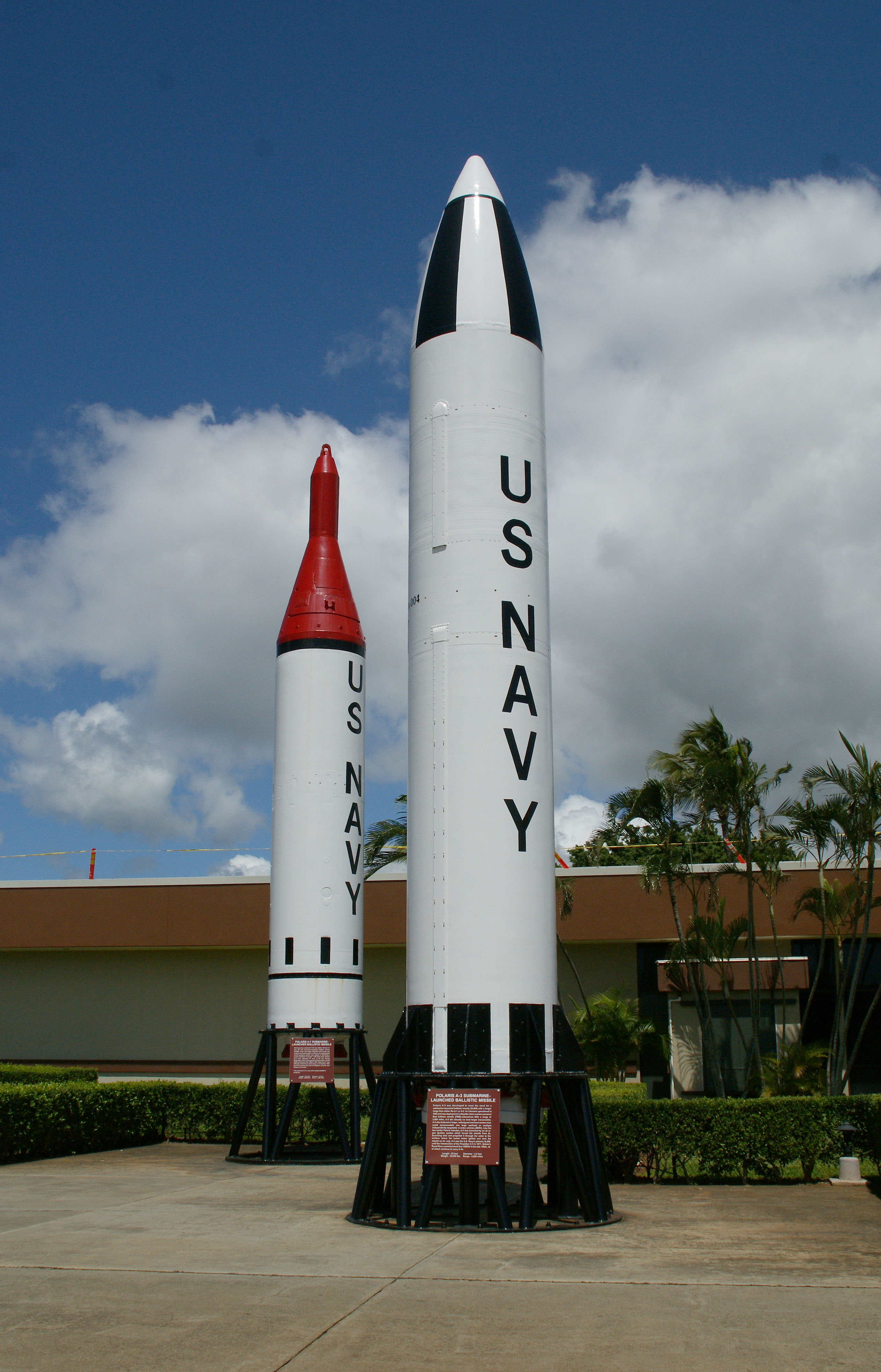
Polaris A1 (à gauche) et A3.

L'U.S. Navy ne participe pas au projet Manhattan de fabrication de la bombe atomique et ses navires n'offrent pas d'alternative aux bombardiers du Strategic Air Command de l'USAF pour sa mise en œuvre. En 1949, Truman annule le projet de « super porte-avions » capable d'accueillir des bombardiers nucléaires au profit des B-36 et B-47. La guerre de Corée permet à la Navy de relancer la construction de nouveaux bâtiments, mais ne modifie pas son exclusion de la stratégie nucléaire des États-Unis. Lorsqu'en 1955 Eisenhower accorde une priorité absolue aux missiles balistiques, la Navy obtient seulement d'être associée à l'IRBM Jupiter de l'U.S. Army dont la taille et la propulsion liquide ne sont pas compatibles avec l'ambition de la Navy d'utiliser un sous-marin comme plateforme de lancement. La Navy se retire de ce projet et finit par obtenir fin 1956 l'autorisation de développer le SLBM Polaris. L'argument clef qui emporte la décision est que les sous-marins à propulsion nucléaire sont invulnérables dans l'immensité océanique tandis que les silos des missiles à terre et les bases des bombardiers ne sont pas à l'abri d'attaques massives qui par contrecoup créeraient des destructions considérables sur le sol américain. Les SLBM garantissent qu'en toutes circonstances les États-Unis conservent une capacité de riposte nucléaire, accroissant ainsi la crédibilité de la dissuasion et limitant les risques de frappes préventives massives par les Soviétiques,.
Les États-Unis ont une grande avance sur l'URSS dans le domaine des SLBM. Le missile Polaris et les SNLE de la classe George Washington un système d'armes complet entièrement nouveau, mais dont la réalisation s'appuie pour partie sur des composants existants afin de réduire les risques et les délais. Le programme est mené dans des délais extrêmement courts : le premier test réussi d'un prototype complet a lieu en septembre 1959, moins de deux ans après le début des travaux, le premier tir d'un sous-marin immergé est effectué en juillet 1960 et la première croisière opérationnelle en novembre 1960. Le missile Polaris A1 a une portée de 1 900 km et emporte une ogive miniaturisée de seulement 500 kg mais d'une puissance de 600 kt. Le missile a deux étages à propulsion solide, il est éjecté de son tube de lancement sur les premiers sous-marins avec de l'air comprimé, le système définitif utilisant un générateur de vapeur. Son guidage est piloté par une centrale inertielle,,,.

### Missile balistique ou missile de croisière?
Durant la première moitié des années 1950, différentes solutions sont étudiées pour la construction d'un missile intercontinental. Aux États-Unis, bien que les partisans des bombardiers continuent de dominer les débats, sur une période de quatre ans, 450 M$ sont consacrés aux projets de missiles de croisière et 26 M$ seulement au programme d'ICBM. Le projet de missile de croisière intercontinental Navaho lancé depuis le sol, de 8 800 km de rayon d'action est activement mené à partir de 1950 ; les nombreux échecs lors des tests conduisent à son abandon en 1957. Un deuxième projet, Snark, est également abandonné.
Les Soviétiques explorent eux aussi cette piste avec les projets Buran et Burya (en) qui sont finalement abandonnés. Khrouchtchev est convaincu que les bombardiers stratégiques sont obsolètes et ne leur accordent que peu de moyens ; il autorise tout de même la construction d'un missile de croisière lancé d'avion, le Kh-20 (code OTAN AS-3 Kangaroo) d'une portée de 600 km pour équiper le bombardier Tu-95 Bear à partir de 1959. Ce missile inaugure une longue lignée de missiles de croisière soviétiques lancés de l'air ou de la mer,.
En parallèle, comme aux États-unis, le programme P-5 Progress (code OTAN SS-N-3 Shaddock) de missile de croisière naval est lancé.

## Les années 1960: développement et déploiement tous azimuts

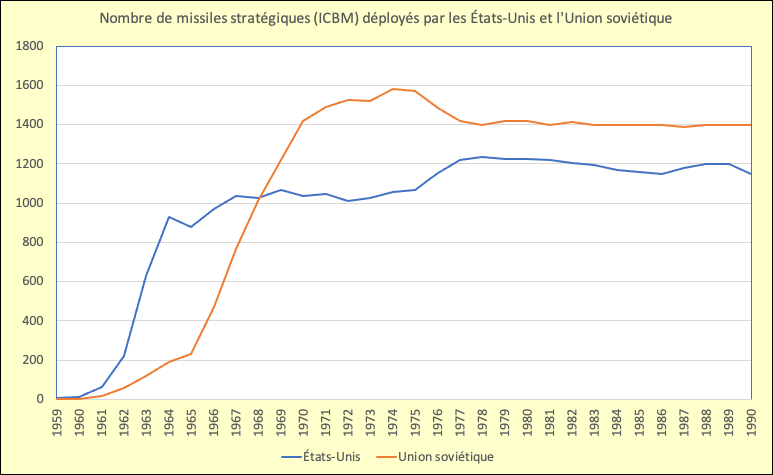
Nombre d'ICBMs déployés par les États-Unis et l'URSS durant la guerre froide

Les missiles balistiques ont démontré tout leur intérêt durant les années 1950 et sont en passe de reléguer au second plan les bombardiers stratégiques. Il s'agit maintenant pour les Américains et les Soviétiques d'être capables de produire un très grand nombre de missiles tout en améliorant constamment leurs performances de manière à être encore en mesure de riposter efficacement même après une attaque nucléaire massive. La crainte d'être dépassé par l'autre attise pendant dix ans cette course quantitative et qualitative. Du côté américain, les incertitudes qui existent sur les forces nucléaires soviétiques en raison du secret qui règne sur ces questions malgré le travail de renseignement effectué renforcent le camp des partisans d'une ligne dure vis-à-vis du Kremlin.
Du côté soviétique, l'annonce en 1961 d'un plan de déploiement de mille ICBM du modèle nouveau Minuteman, le sentiment d'encerclement résultant de la multiplicité des bases américaines dans le monde et des alliances de défense conclues par les États-unis et la peur d'une attaque préventive conduisent le Kremlin à décider en 1962 de multiplier les programmes de missiles de toutes sortes et à produire des ogives nucléaires d'une très grande puissance. En 1958, les achats de missiles représentent 6 % du budget d'équipement des forces armées. En 1965, ils en représentent 53 %. Créées le 17 décembre 1959, les Forces de missiles stratégiques sont une entité séparée des trois grands services Terre, Air et Mer, en démontrant l'importance aux yeux des dirigeants soviétiques et la priorité accordée aux missiles lancés depuis le sol et la moindre place de l'aviation et de la marine dans le dispositif nucléaire,.

### Programme américain d'ICBM Minuteman

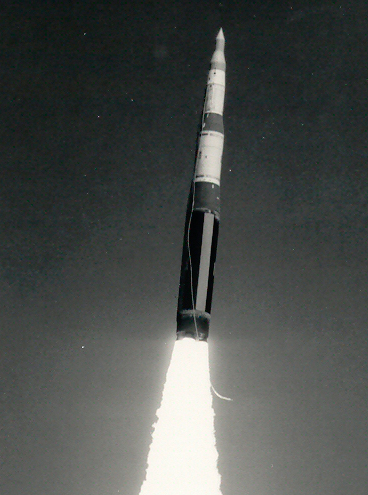
Tir d'un LGM-30-Minuteman-II.

Au milieu des années 1950, les progrès réalisés dans les propulseurs à poudre permettent d'envisager d'en équiper un ICBM. Le programme Minuteman est approuvé en 1958. Le propulseur du premier étage du missile est testé en 1959 avec 20 tonnes de poudre, ce qui en fait le plus gros moteur à propergol solide testé dans le monde à cette date. En pleine polémique du « missile gap », l'Administration Eisenhower accélère le programme et planifie la production de 150 missiles. Le premier tir de test d'un missile complet a lieu le 1er février 1961 avec succès. En mars 1961, le nouveau secrétaire à la Défense, McNamara, décide d'accorder une priorité absolue à ce programme, tout en réduisant de nombre de missiles Titan II et en suspendant les travaux relatifs à une version mobile sur rail du Minuteman qui est définitivement abandonnée en décembre. L'objectif majeur d'améliorer la fiabilité des ICBM est partiellement atteint puisque 16 des 23 tirs d'essai du Minuteman IA effectués en 1961-1962 sont réussis. Le 28 février 1963, le premier escadron du Strategic Air Command est déclaré opérationnel, cinq ans après le lancement du programme. 150 Minuteman IA et 650 Minuteman IB, d'une portée accrue, sont déployés entre fin 1962 et juin 1965.
La fiabilité tient en partie à la simplicité du lanceur comparée aux Atlas et Titan. Celle-ci dérive pour une part du format réduit du missile qui devait initialement être mobile et que la miniaturisation des ogives nucléaires autorise : l'ogive W59 thermonucléaire de 1 Mt ne pèse que 250 kg, et l'ensemble formé avec le véhicule de rentrée Mark 5 autour de 450 kg seulement. Le Minuteman I est un missile à trois étages à propulsion solide, tiré depuis un silo et à guidage inertiel.

### Rattrapage du retard de l'Union soviétique dans les ICBM

#### Amélioration et déploiement des missiles de première génération
Plusieurs centaines d'IRBMs des modèles R-12 et R-14 sont déployés par les forces armées soviétiques dans les années 1960 et 1970. La décision de Khrouchtchev d'installer plusieurs dizaines de ces missiles à Cuba en 1962 pour compenser la faiblesse de ses ICBMs est à l'origine de la plus grave crise « au bord du gouffre » de la guerre froide. La crise des missiles de Cuba résulte de l'installation de missiles de ce type sur l'île à une distance suffisamment faible des côtes américaines pour qu'ils puissent atteindre une partie importante du territoire américain. La crise se dénoue avec leur retrait ainsi que celui des IRBM américains d'Europe. Dès lors, les IRBM jouent un rôle marginal dans l'équation stratégique entre les deux Grands
Le premier tir réussi du nouvel ICBM R-16 a lieu le 2 février 1961 et le missile est en service actif dès la fin de 1961. Une version R-16U destinée à être tirée depuis un silo est rapidement développée dans l'attente de l'arrivée des ICBM de seconde génération et déployée à partir de 1963. Les derniers exemplaires sont retirés du service actif en 1977 et jusqu'en 1966 avec 200 exemplaires déployés, il est le principal ICBM soviétique, mais ses performances sont encore limitées,.

#### ICBMs de seconde génération
| Missile        | Pays | Année test | Poids (tonnes) | Ergol (L/S) | Portée (km) |
| -------------- | ---- | ---------- | -------------- | ----------- | ----------- |
| Minuteman IA   | USA  | 1961       | 32             | S           | 9 700       |
| Titan II       | USA  | 1962       | 154            | L           | 16 000      |
| R-36 (SS-9)    | URSS | 1963       | 184            | L           | 15 500      |
| UR-100 (SS-11) | URSS | 1965       | 39             | L           | 12 000      |
| RT-2P (SS-13)  | URSS | 1970       | 52             | S           | 10 200      |

L'URSS veut à tout prix atteindre la parité stratégique avec les États-Unis. Pour ce faire, elle lance en avril 1962 plusieurs programmes d'ICBMs. Deux nouveaux modèles commencent à être déployés en 1966 : le R-36 (SS-9), un missile lourd comparable au Titan II américain, et le UR-100 (SS-11), un missile léger comparable au Minuteman, destiné à être déployé en masse.
Le R-36 est un missile à deux étages dont la propulsion liquide bénéficie d'améliorations considérables : il peut rester 6 mois dans son silo de lancement avec les réservoirs pleins, contre deux jours seulement pour les missiles de première génération. Un nouveau système de guidage inertiel lui assure une bonne précision, avec un CEP de 1 300 m. Si l'on excepte le R-7, jamais pleinement opérationnel, le R-36 est le plus lourd missile stratégique déployé dans le monde, régulièrement amélioré et dont la dernière évolution, le R-36M2 SS-18 Satan, est encore en service en 2020. Le R-36 SS-9 peut emporter une charge utile de 3,9 t à 15 500 km ou de 5,8 t à 10 200 km. Dans ce cas il est armé de la tête thermonucléaire 8F675 d'une puissance de 18 ou 25 Mt, de loin la plus puissante arme nucléaire jamais montée sur un missile balistique.
Le déploiement de ces missiles de seconde génération représente un effort considérable. En 1967, les Forces de missiles stratégiques accaparent 18 % du budget de la défense. Jusqu'à 650 000 hommes travaillent sur les chantiers de construction des bases enterrées de missiles. Huit années sont nécessaires, de 1965 à 1972, pour construire les 308 silos de missiles R-36. En 1969, l'Union soviétique possède pour la première fois un plus grand nombre d'ICBMs que les États-Unis.

### Les États-Unis conservent l'avantage dans les missiles mer-sol
Durant les années 1960, les États-Unis conservent un avantage décisif dans le domaine des sous-marins lanceurs d'engins (SNLE) et des missiles mer-sol (SLBM) les équipant.
Déployé depuis 1961, le R-13 (SS-N-4) équipe en 1963 18 sous-marins de la classe Golf et 8 sous-marins à propulsion nucléaire de la classe Hôtel, dont le kiosque intègre trois silos opérables en surface seulement. Un nouveau missile, le R-21 (SS-N-5 Sark), est testé en 1960 et commence à remplacer le R-13 obsolète à partir de 1963 à bord d'une vingtaine de sous-marins Projet 629 Golf et Projet 658 Hôtel. D'une portée de 1 400 km, le R-21 est le premier missile soviétique lancé en plongée. Sa précision médiocre (CEP estimée de 3 km) est compensée par l'emport d'une ogive d'une puissance comprise entre 1,8 et 2,5 mégatonnes. Le missile est lancé en plongée à une vitesse d'environ 5 nœuds, la préparation du lancement prend environ 20 min,,.
Déployé à partir de 1962, le Polaris A2 atteint la portée spécifiée à l'origine pour le Polaris A1 grâce à un allongement du premier étage à un allègement du second. Frigate Bird, le seul test américain d'un missile avec explosion de son ogive nucléaire a lieu le 6 mai 1962 : un missile Polaris A2 est lancé du SNLE Ethan Allen, 12 min et 30 sec plus tard il atteint sa cible, une île au milieu du Pacifique, à une distance de 1 890 km, l'ogive nucléaire W-47Y1 de 600 kt explose à une altitude de 3 300 m.
Du côté soviétique, les tentatives de mise au point d'un SLBM à propulsion solide échouent, les obligeant à rester fidèles à la technologie des ergols liquides qu'ils maîtrisent bien. Le premier SLBM soviétique moderne est le R-27 (SS-N-6 Serb) dont le nouveau SNLE de la classe Yankee emporte 16 exemplaires, comme les SSBN américains. Le R-27 est un missile à un seul étage, à ergols liquides stockables, dont la masse au décollage est de 14,2 t, qui emporte à 2 500 km une ogive thermonucléaire de 1,2 Mt avec une CEP estimée de 1,9 km,. À la fin de la décennie, l'URSS aligne 12 SNLE Yankee alors que les États-Unis ont achevé en 1967 de déployer leurs 41 SSBNs. Mais les Soviétiques sont dorénavant en mesure de conduire en permanence des patrouilles en mer au large des côtes américaines, ajoutant ainsi une nouvelle dimension à leurs capacités stratégiques malgré les faiblesses persistantes des systèmes de communication.

### Lanceurs de satellites civils et militaires dérivés des premiers ICBMs
Le R-7, premier ICBM au monde, est devenu le lanceur le plus utilisé et le plus fiable de l'histoire. Son concepteur, Korolev, est avant tout passionné par la conquête spatiale. Il développe une série de lanceurs basés sur le R-7 et joue aussi les premiers rôles dans le développement des satellites civils et militaires ainsi que des vaisseaux spatiaux soviétiques. Le R-7 est à la base un missile constitué d'un étage central flanqué de 4 étages d'appoint. Un étage est ajouté pour le transformer en lanceur spatial dont les premières versions prennent le nom des vaisseaux spatiaux qu'elles lancent, Vostok, Voskhod et Soyouz,. Le lanceur Vostok est utilisé pour mettre en orbite les premiers satellites militaires de reconnaissance soviétiques Zenit-2 en 1962. Équipés de caméras, ces satellites ont pour principal objectif de cartographier très précisément les sites de lancement des ICBMs américains.

### La France et la Chine développent leurs premiers missiles

#### France: développement d'un arsenal nucléaire complet
Le programme balistique militaire de la France est lancé en 1958, par suite de la décision du général de Gaulle de doter le pays d'une force de dissuasion nucléaire indépendante. Une directive du ministre des Armées du 4 août 1958 ordonne l'étude en priorité d'un missile à moyenne portée à charge thermonucléaire. En mai 1960, l'objectif est fixé de mettre en service en 1968 un missile balistique sol-sol d'une portée de 3 500 km (SSBS) emportant une tête nucléaire d'un poids de 1 500 kg. La SEREB lance en 1961 le programme des « Études balistiques de base », dit des « Pierres précieuses »,. Cet objectif ambitieux ne sera pas tout à fait atteint ni sur le plan du calendrier puisque la première unité de tir de 9 missiles S2 n'entre en service opérationnel qu'en 1971, ni sur le plan des performances car l'exigence de portée est réduite à  3 000 km lors d'un Conseil de Défense en mai 1963,. En parallèle, la France entreprend de mettre sur pied la composante océanique de sa force de dissuasion. La construction d'un premier sous-marin nucléaire lanceur d'engins (SNLE), Le Redoutable, équipé de 16 missiles balistiques mer-sol (MSBS) M1 est lancée en 1963.
La France adopte d'emblée la propulsion solide pour ses missiles balistiques militaires. La mise au point de ces premiers missiles de grande dimension est délicate : sur un total de 27 tirs de développement du S2, 14 ont réussi et 13 échoué. Développés en même temps, le SSBS S2 et le MSBS M1 à deux étages à poudre utilisent largement les mêmes composants : le P-10 est à la fois le second étage du S2 et le premier étage du M1. Le missile complet S2 est testé en 1969 et 1970 et le premier groupe de 9 missiles est opérationnel en 1971 suivi d'un second en 1972. Le S2 pèse environ 32 t et sa portée est supérieure à 3 000 km. Sa tête nucléaire à fission MR 31 a une puissance de 120 kt, et ne bénéficie d'aucun dispositif d'aide à la pénétration ou de durcissement aux rayonnements électromagnétiques. Plus petit que le S2, le M1, qui se compose d'un premier étage P-10 et d'un second étage P-4, a aussi une portée moindre inférieure à 2 500 km. Des tests en plongée depuis le sous-marin expérimental Gymnote près du centre d'essais des Landes sont effectués en 1969 pour qualifier le missile ; selon un communiqué du ministère d'État chargé de la défense nationale, l'engin a parcouru 2 100 kilomètres. Seize exemplaires en équipent le SNLE Le Redoutable qui effectue sa première patrouille opérationnelle en 1972. La faible portée du M1 lui impose de naviguer en mer de Norvège pour atteindre Moscou, ce qui l'expose dangereusement aux forces anti-sous-marines soviétiques. Il est en revanche équipé de la tête nucléaire MR 41 à uranium hautement enrichi à fission dopée avec du tritium et du deutérium dont la puissance atteint 500 kt.

#### Chine: des missiles pour garantir la survie du régime
| Missile | Type | Année test | En service | En service | Poids (t) | Ergol (L/S) | Portée (km) |
| Missile | Type | Année test | De         | À          | Poids (t) | Ergol (L/S) | Portée (km) |
| ------- | ---- | ---------- | ---------- | ---------- | --------- | ----------- | ----------- |
| DF-2    | MRBM | 1964       | 1966       | 1979       | 32        | L           | 1 250       |
| DF-3    | IRBM | 1966       | 1970       | 2014       | 65        | L           | 3 300       |
| DF-4    | IRBM | 1970       | 1983       | 2020       | 82        | L           | 4 700       |
| DF-5    | ICBM | 1978       | 1987       |            | 183       | L           | 10 000      |
| DF-21   | MRBM | 1985       | 1991       |            | 15        | S           | 2 700       |
| DF-26   | IRBM | 2015       | 2016       |            | 20        | S           | 4 000       |
| DF-31   | ICBM | 1992       | 2006       |            | 42        | S           | 7 200       |
| DF-31A  | ICBM | 1999       | 2007       |            | 63        | S           | 11 200      |

Entre 1957 et 1962, l'Union soviétique opère d'importants transferts de technologie dans les domaines des missiles et des armes nucléaires. Dans ce cadre, la Chine reçoit les licences et des exemplaires des missiles R-1 et R-2, eux-mêmes directement dérivés du V-2 allemand. En 1960, les Chinois commencent à produire leur propre copie du R-2, dénommée Dong-Feng-1 (DF-1),. À partir de 1960, la Chine entreprend le développement de son premier missile balistique à moyenne portée, le DF-2 (désigné CSS-1 par les États-Unis). Ce missile possède des caractéristiques très proches de l'IRBM soviétique R-5 Pobeda : il pèse 32 t et comporte un seul étage à propulsion liquide cyogénique. Le premier tir d'essai réussi a lieu en 1964 et le missile est déployé en nombre très limité à partir de 1966. Il est doté d'une tête nucléaire de 12 kt d'un poids de 1,5 t incluant le véhicule de rentrée, et sa portée est de 1 250 km. La crainte d'actions militaires soviétiques incite les dirigeants chinois à réaliser le déploiement d'une cinquantaine de missiles en 1969-1970. Le DF-2 reste en service dans l'Armée populaire de libération jusqu'en 1979,.
Deux autres missiles sont développés dans les années 1960 et déployés dans les années 1970. Le premier, le DF-3, est un MRBM dont la portée supérieure à 2 600 km lui permet de menacer les bases américaines dans les Philippines et, dans ses versions plus modernes dont la portée atteint 3 300 km, à Guam. De conception proche de celle du missile soviétique R-12 Dvina, le DF-3 est un missile à un étage, à propergols liquides stockables (UDMH et RFNA), d'une masse totale au décollage de 65 t. Le programme est lancé en 1963-1964 et les tirs d'essais sont effectués entre 1966 et 1969, ouvrant la voie à un déploiement opérationnel au début des années 1970. Le DF-3 est resté en dotation dans l'armée chinoise jusqu'en 2014.
Le second missile, le DF-4, résulte de décisions prises en 1964 et 1965 par les dirigeants chinois, Mao Zedong et Zhou Enlai, d'accélérer les programmes de missiles et de lanceurs dans un contexte international marqué par l'escalade de la guerre au Viêt Nam et les tensions avec Moscou et Washington. La révolution culturelle va cependant fortement en perturber le développement. Le premier tir d'essai réussi a lieu en 1970. Le DF-4 reprend largement la technologie du DF-3 utilisé comme premier étage propulsé par 4 moteurs de chacun 255 kN de poussée, auquel un deuxième étage est adjoint propulsé par un unique moteur de 320 kN, tous deux à ergols liquides. Le missile a une masse au décollage de 82 t et une portée de 3 700 km dans une première version, augmentée à 4 700 km dans une deuxième version mise au point dans les années 1976-1979, suffisante pour atteindre des cibles dans la partie européenne de l'URSS. Les tests menés par l'armée entre 1980 et 1983 permettent de mettre au point le système de lancement mobile. Dix-huit ans se sont écoulés depuis le lancement du programme en 1965. Le DF-4 emporte une tête nucléaire unique de 3,3 Mt et sa CEP est d'au moins 1,2 km. Il est en cours de retrait du service à la fin des années 2010,,.
Comme aux États-Unis et en Union soviétique, les premiers lanceurs spatiaux chinois sont basés sur des missiles balistiques. Le lanceur Longue Marche 1 est dérivé des DF-3 et DF-4, par adjonction d'un troisième étage à propulsion solide dont c'est le premier emploi par les Chinois. Ce lanceur place en orbite le 24 avril 1970 Dong Fang Hong I, premier satellite artificiel chinois,.

### Missiles tactiques contribuant à la nucléarisation des forces de l'OTAN et du pacte de Varsovie
| Pays       | Missile                 | Année | Portée |
| ---------- | ----------------------- | ----- | ------ |
|            |                         |       |        |
|            |                         |       |        |
| États-Unis | MGM-52 Lance            | 1972  | 120    |
| France     | Pluton                  | 1974  | 120    |
| Russie     | 9K79-1 Tochka (SS-21 B) | 1989  | 120    |
| États-Unis | MGM-140 ATACMS          | 1991  | 300    |
| Chine      | DF-11 (CSS-7)           | 1992  | 350    |

Au milieu des années 1950, l'OTAN décide de doter ses forces d'armes nucléaires tactiques en grand nombre pour faire face à la supériorité des forces armées conventionnelles du pacte de Varsovie qui de son côté adopte une doctrine militaire qui inclut l'emploi de telles armes. Les avions de combat tactiques sont les principaux vecteurs de ces armes. Mais les États-Unis et l'URSS développent des missiles balistiques à courte portée dotés d'ogives nucléaires qu'ils déploient sous leur contrôle dans leurs armées stationnées en Europe et celles de leurs alliés. Plus tard, la France et la Chine développeront aussi des missiles de ce type.

## Les années 1970 et 1980: vers la fin de la course au nombre et à la technologie

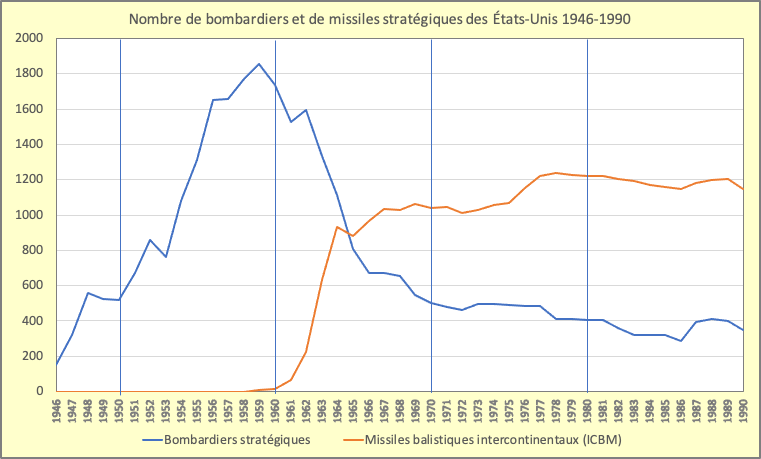
Nombre de bombardiers stratégiques et de missiles intercontinentaux des États-Unis durant la guerre froide

Durant les années 1950, le bombardier à long rayon d'action est le vecteur principal de l'arme atomique. Les premiers missiles déployés à la fin des années 1950 présentent d'importantes limites opérationnelles, mais ils bénéficient durant les années 1960 d'une priorité absolue aboutissant à ce que les ICBMs et les SLBMs atteignent vers la fin des années 1960 leur maturité opérationnelle et qu'en nombre ils dépassent les bombardiers.

### Limitation et modernisation des armements stratégiques des deux Grands
Durant les années 1970, les États-Unis et l'URSS s'entendent pour limiter le nombre de leurs vecteurs stratégiques nucléaires avec la signature du traité Salt I en 1972, mais poursuivent l'amélioration qualitative de leurs armes notamment en dotant les ICBM de têtes multiples, technologie dite du mirvage, qui multiplie le nombre d'ogives. Pour maintenir la parité stratégique et éviter d'être distancé par surprise, chaque camp modernise les missiles existants et continue de lancer de nouveaux projets d'ICBMs. Le challenge est grand pour les Soviétiques qui ont réussi à dépasser en nombre les Américains mais n'ont pas comblé leur retard qualitatif.
Ces ICBMs de troisième génération sont pour les États-Unis le LGM-30G Minuteman III opérationnel depuis 1970, constamment modernisé, qui demeure en 2020 leur seul ICBM en service. Par rapport au Minuteman II, les améliorations les plus importantes sont un nouveau troisième étage et surtout un véhicule de rentrée à ogives multiples indépendamment guidables vers des objectifs distincts, technique dite du « mirvage ».
Du côté soviétique, où l'ICBM demeure le vecteur nucléaire stratégique essentiel contrairement aux États-Unis, plusieurs projets continuent d'être menés en parallèle. À partir de 1975, trois nouveaux missiles sont déployés en nombre : le MR-UR-100 Sotka (SS-17 Spanker), le R-36M (SS-18) développés par l'OKB-586 de Yanguel et le UR-100N (SS-19) développé par l'OKB-52 de Tchelomeï. Ces missiles, très largement nouveaux, sont tous « mirvés ».

### Retour au premier plan des missiles à moyenne portée
La priorité donnée aux ICBM et SLBM retarde le remplacement des IRBM R-12 et R-14 déployés dans les années 1950 et devenus largement obsolètes. Les progrès de la Chine et de la France qui déploient des IRBM modernes dirigés contre l'Union soviétique et le formidable arsenal nucléaire de l'OTAN incitent les dirigeants soviétiques à développer à partir de 1973 un nouveau missile de portée intermédiaire, le RDS-10 Pionnier. D'une portée de 5 000 km, comportant deux étages à propulsion à poudre, mobile, il est déployé à partir de 1976 dans la partie occidentale de l'URSS et dans sa partie asiatique. Le missile emporte 3 ogives nucléaires « mirvées » d'une puissance unitaire de 150 kt,.
Le RDS-10 est à l'origine de la crise des euromissiles qui contribue à la fin de la détente Est-Ouest. Les Occidentaux répliquent par le déploiement du Pershing II, missile à deux étages à poudre, d'une précision exceptionnelle— sa CEP est de 30 m — grâce à son véhicule de rentrée manœuvrable (MaRV) qui possède la particularité d'intégrer un système de guidage actif par radar. En 1988, le traité américano-soviétique sur les forces nucléaires à portée intermédiaire interdit la possession de missiles sol-sol nucléaires ou conventionnels de portées comprise entre 500 km et 5 500 km, ce qui conduit à la destruction de tous les RDS-10 et Pershing II.

### Développement de nouveaux missiles par les autres puissances nucléaires

DF-5A et DF-5B

La Chine, la France et Israël poursuivent le développement de nouveaux missiles capables de rendre crédible leur stratégie de dissuasion nucléaire. Seul le Royaume-Uni fait le choix de ne pas se doter de missiles fabriqués par ses industriels et d'acheter aux États-Unis des SLBMs Polaris pour équiper ses sous-marins lanceur d'engins de la classe Resolution à partir de 1968 ; les Britanniques conservent toutefois la fabrication du véhicule de rentrée et des têtes nucléaires montées sur leurs Polaris A3T,.

#### Chine
La Chine poursuit la mise en œuvre de la stratégie nucléaire de dissuasion minimale qu'elle a adoptée depuis son premier essai nucléaire en 1964. Cela passe par le fait de disposer d'un ICBM capable d'atteindre tout le territoire américain et soviétique. Aussi se lance-t-elle en 1965 dans un programme de développement du DF-5, un ICBM de conception entièrement nouvelle. Le programme est perturbé par l'instabilité des politiques et des équipes en raison de la révolution culturelle et par les aléas techniques dans un pays encore peu développé sur le plan technologique. Les premiers essais menés à partir de 1971 sont peu concluants et conduisent à d'importantes modifications du missile dont les lancements se déroulent alors de façon beaucoup plus satisfaisante à partir de 1978 jusqu'à l'obtention de la certification opérationnelle en 1986. Quelques exemplaires du DF-5 sont déployés entre 1986 et 1987.
Le DF-5 est un ICBM lourd à deux étages à propulsion liquide (UDMH et N2H4), d'une masse de 183 t et d'une portée de 10 000 km. Durant les années 1990, à la place et en sus du DF-5 initial, une version DF-5A est développée puis déployée dont la portée de 13 000 km permet une couverture totale des États-Unis. Une nouvelle version mirvée, le DF-5B, dotée de 3 têtes nucléaires est déployée durant les années 2010,.

#### France
La France entreprend de développer de nouveaux missiles balistiques immédiatement après que les trois composantes de la force de dissuasion sont devenues opérationnelles. Il s'agit d'en renforcer sans relâche la crédibilité en réponse au renforcement des capacités antiaériennes, antimissiles et anti-sous-marines des soviétiques. L'effort porte principalement sur la mise au point de plusieurs générations successives de MSBS et de SNLE. Les capacités nucléaires stratégiques de la France reposent de plus en plus, comme celles des autres puissances nucléaires à l'exception de la Chine, sur l'invulnérabilité supposée de la composante océanique de la triade nucléaire.
Le MSBS M2 est développé entre 1968 et 1973 afin d'augmenter la portée du M1 par remplacement de son second étage P4 de 4 t par un étage nouveau, le Rita 6, de 6 t de propergol solide. Grâce à la réduction de la hauteur de la case d'équipements et de l'anneau entre les deux étages, la hauteur du nouveau missile M2 n'est supérieure que de 0,3 m à celle du M1, et reste compatible avec les tubes lance-engins des SNLE de la classe Le Redoutable. Le M2 équipe dès l'origine Le Foudroyant, troisième SNLE de cette classe, qui entre en service en 1974. La portée du M2 est de l'ordre de 3 000 km, ce qui permet au SNLE d’effectuer des patrouilles dans l’Atlantique nord où la densité des moyens anti-sous-marins de la marine soviétique est moindre,. La deuxième évolution du MSBS consiste dans le remplacement de la tête nucléaire MR 41 par la première tête thermonucléaire française, la TN 60, d'une puissance de 1,2 Mt. Dénommé M20, le missile conserve les caractéristiques balistiques du M2. Il équipe dès leur admission au service actif L'Indomptable (1976) et Le Tonnant (1980).
Le M4 représente un saut technologique important. D'une masse totale de 35 t, il comporte trois étages contenant respectivement 20 t, 8 t et 1,5 t de poudre lui donnant une portée de 4 000 km. Le M4 emporte six têtes thermonucléaires miniaturisées mirvées TN-70 d'une puissance unitaire d'environ 150 kt. Le programme M4 est décidé en 1972, les études de définition s'achèvent en 1975 trois années ayant été nécessaires en raison de la somme d'innovations à maîtriser, et les tests commencent en 1980,. Le M4A équipe le sixième SNLE, L'Inflexible, opérationnel en 1985, modifié durant sa conception pour pouvoir embarquer un missile plus gros que les M1/M2/M20 et tenir compte des retours d'expérience des premiers SNLE de la classe Le Redoutable. À partir de fin 1987, la tête TN-71 plus légère remplace la TN-70 avec pour conséquence que la portée du M4B atteint désormais 5 000 km.
Ces développements profitent aussi aux missiles sol-sol : pour remplacer les SSBS S2, le S3 conserve le premier étage P16 du S2 mais son deuxième étage est le nouveau Rita 6 du M2. Plus léger que le S2 (25,8 t au lieu de 32 t), le S3 emporte à 3 500 km une charge utile de 1 000 kg consistant en une ogive thermonucléaire TN-61 de 1,2 Mt durcie pour résister aux émissions électromagnétiques. Le S3 est progressivement déployé entre 1980 et 1984 dans les dix-huit silos du plateau d'Albion. À la toute fin des années 1980 et les années suivantes, le dénouement de la guerre froide et la diminution des tensions internationales se traduisent par une baisse significative de l'effort de défense en France, mais aussi partout en Europe. Dans ce contexte, la France renonce en 1991 à poursuivre son programme, baptisé S 45, de missile nucléaire stratégique mobile, conçu pour succéder au missile S3, enfoui en silos sur le plateau d'Albion,. Ce choix trouve son aboutissement dans la décision prise en février 1996 de fermer le site. Par là, après l'arrêt en 1991-1992 du programme du missile préstratégique Hadès, la France renonce définitivement à la composante de missiles balistiques sol-sol de sa force de dissuasion.

#### Israël
Israël pratique depuis l'origine de son programme nucléaire une politique volontaire d'opacité et n'a donc jamais reconnu officiellement posséder l'arme nucléaire, ce qui en pratique ne fait pourtant aucun doute,. Depuis le début des années 1960, Israël a développé la base scientifique et industrielle la plus en pointe de la région et déploie désormais les missiles balistiques, les missiles de croisière et les systèmes de défense antimissile les plus avancés de la région. À l'origine, Israël bénéficie de collaborations approfondies avec la France, depuis remplacée par les États-Unis.
Comme ailleurs, les premiers vecteurs de la bombe atomique israélienne sont des avions de combat modifiés, rapidement suivis par des missiles balistiques. Le missile Jéricho I est le premier missile balistique développé par Israël, en partant du missile MD-620 développé avant la Guerre des Six Jours avec la société Dassault Aviation. Le Jéricho I est un missile à deux étages à propulsion solide d'une portée maximale de 500 km, suffisante pour frapper les États voisins.

### Premiers emplois de missiles balistiques dans des conflits
Depuis la Seconde Guerre mondiale, des missiles balistiques sont utilisés pour la première fois en 1973 durant la guerre du Kippour. Depuis, ils ont été utilisés dans une quinzaine de conflits. Les pertes les plus importantes dues à des missiles sont celles résultant des attaques massives de Scud lancés par l'Irak contre l'Iran durant le conflit qui les oppose de 1980 à 1988 qui font des milliers de morts parmi la population civile.

## Prolifération des missiles dans un monde post guerre froide

### Nouvelles puissances régionales
La fin de la guerre froide bouleverse la géopolitique mondiale. Les États-Unis sont pour un temps la seule grande puissance mondiale et la Russie ne conserve de son statut de grande puissance que son arsenal nucléaire. Les États-Unis et la Russie s'entendent pour réduire leurs arsenaux nucléaires stratégiques et plus globalement leurs dépenses de défense sans pour autant interrompre l'amélioration incrémentale régulière de leurs missiles et têtes nucléaires.
En dehors des États ayant atteint un stade avancé de développement scientifique et industriel, seuls quelques pays réussissent à créer une base technologique et industrielle de développement de missiles qui devienne largement autonome et leur assure donc la capacité à concevoir et produire de nouveaux missiles d'un niveau technologique suffisant dans leur contexte régional et leur permet de remplacer les missiles complètement obsolètes hérités de l'ère soviétique. L'Égypte est un exemple d'échec dans ce domaine. L'Inde, le Pakistan, l'Iran et la Corée du Nord sont en revanche quatre États qui continuent d'investir fortement dans cet objectif,,,.
L'Inde et le Pakistan deviennent à leur tour en 1998 des puissances nucléaires et consacrent d'importants moyens au développement de missiles balistiques capables de donner corps à leur stratégie de dissuasion régionale,. La Corée du Nord, qui parvient à 2006 à procéder à une première explosion nucléaire, poursuit depuis les années 1980 un ambitieux programme de missiles balistiques et réussit en 2017 trois tirs de missiles intercontinentaux. L'Iran également, qui n'est pas encore en 2019 une puissance nucléaire mais pourrait le devenir à brève échéance, se dote depuis les années 1980 de capacités locales de conception et de production de missiles balistiques.

#### Inde: atteinte d'une très large autonomie

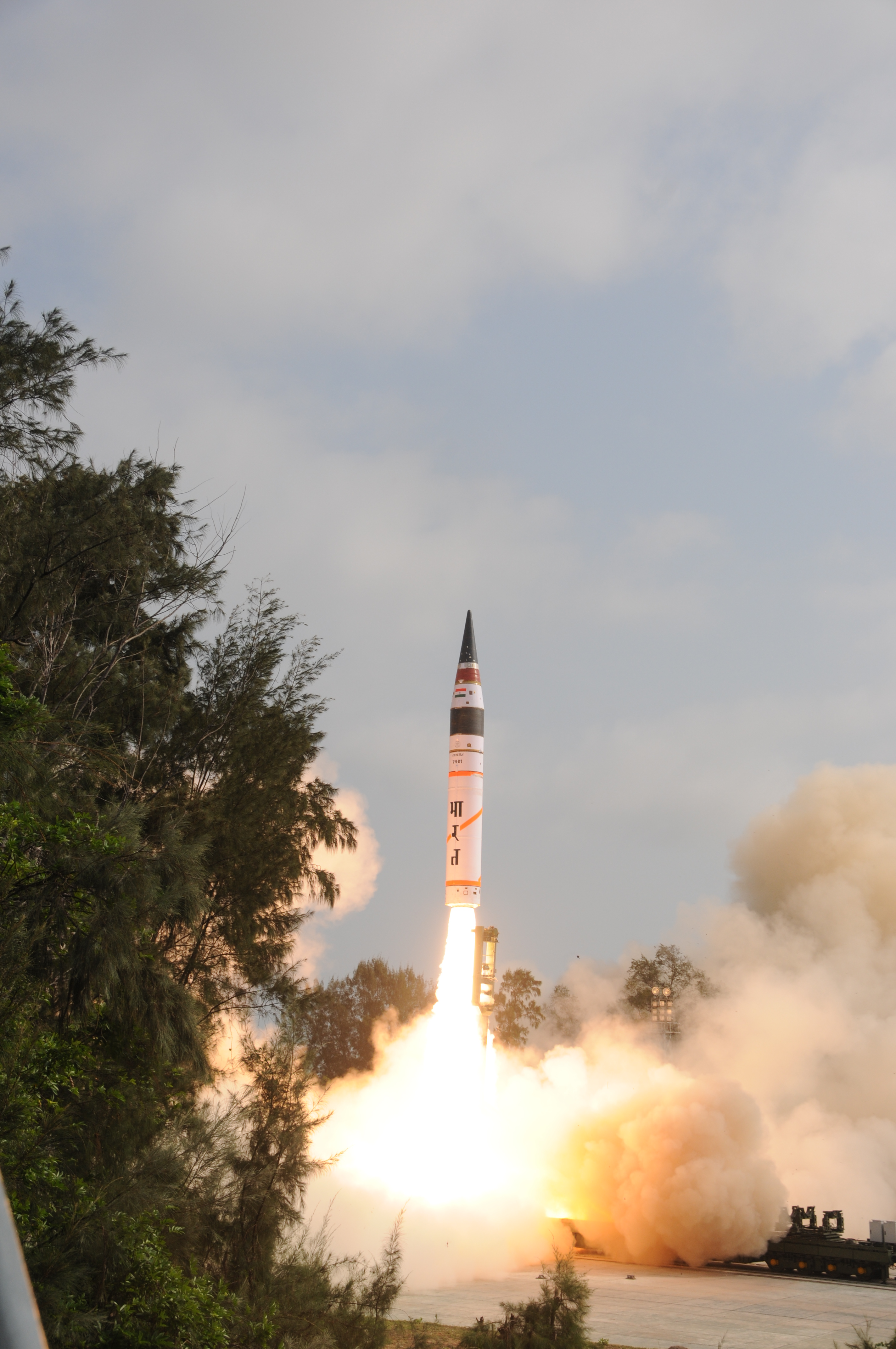
Premier tir d'un missile balistique Agni-V en 2012 depuis l'île Wheeler.

Depuis 1980, en quarante ans, l'Inde a acquis des capacités technologiques et industrielles lui permettant de fabriquer des missiles balistiques modernes à courte, moyenne et longue portée. La Russie continue de jouer un rôle important dans le programme de missiles indien, dans le prolongement des liens noués durant la guerre froide qui se sont maintenus malgré l'effondrement de l'Union soviétique.
Fin 2019, outre les missiles à courte portée Prithvi-II et Agni-I, possède deux types de missiles, également opérationnels, à moyenne portée, les Agni-II et Agni-III. Leur mise au point a été longue. Le premier essai en vol d'un Agni-II a eu lieu en 1999 à partir d'un TEL sur rail. En 2001, l'Agni-II a été testé à partir d'un TEL sur roues. Le missile a probablement été introduit dans les forces armées en 2004, bien que des problèmes techniques aient retardé l'atteinte de sa pleine capacité opérationnelle jusqu'en 2011. L'Agni-II comme l'Agni-III sont des missiles modernes, à deux étages à poudre, dotés d'un système de navigation inertielle et par GPS, complété d'un radar de guidage terminal. Ils sont crédités d'une CEP de l'ordre de 40 m. Sa portée de 2 000 km permettrait à l'Agni-II d'opérer une frappe nucléaire sur tout le territoire du Pakistan et sur une grande partie de la Chine du Sud et du Sud-Est. La portée de l'Agni-III, opérationnel depuis 2014, est de l'ordre de 3 000 km,. De plus longue portée, les IRBM Agni-IV et Agni-V sont proches de leur déploiement opérationnel.
Les programmes de missiles balistiques et de lanceurs spatiaux continuent au début des années 2020 d'être très activement poursuivis. L'Inde est notamment en passe de devenir la 5e puissance à déployer un SLBM, le K-4 (missile) (en), de plus de 3 000 km de portée en dotation de ses SNLE, dont un cinquième essai a eu lieu en janvier 2020 avec succès. En mars 2019, l'Inde détruit un satellite en orbite basse par un missile, devenant le 4e pays à démontrer cette capacité.

#### Pakistan: développements ambitieux dépendant encore largement de partenaires extérieurs
Le Pakistan considère que ses programmes de missiles balistiques et de croisière sont primordiaux dans sa stratégie d'acquisition de vecteurs de ses armes nucléaires, capables de contrebalancer la supériorité des forces armées conventionnelles indiennes. Le fait qu'en raison de ses relations difficiles avec la Chine, l'Inde développe fortement son potentiel militaire avec l'aide de la Russie incite le Pakistan pour qui l'Inde est sa seule menace sérieuse de sécurité à rechercher l'appui de la Chine qui a tout à gagner du renforcement des capacités de défense du Pakistan. Liée à la Chine qui la soutient discrètement depuis toujours, la Corée du Nord est aussi un partenaire naturel du programme de missiles du Pakistan,.
Le Pakistan mène de front deux programmes de missiles balistiques stratégiques, l'un avec la Chine dont sont issus les Shaheen-I (en), II et III à propulsion solide, l'autre avec la Corée du Nord dont le Ghauri (missile) (en) à propulsion liquide est le fruit. Le Pakistan dispose aussi de missiles balistiques à courte portée de théâtre d'opérations, comme le Hatf 9 « Nasr », et de missiles de croisière. Le Nasr est un missile balistique mobile de 60 km de portée, manœuvrable et donc très précis, qui peut être équipé d'une tête nucléaire tactique de faible puissance ou conventionnelle, dont plusieurs tirs d'essai ont eu lieu depuis 2011 et dont 24 exemplaires seraient opérationnels. Les autorités américaines craignent que ce type de missile, déployé près des zones d'opérations puisse plus facilement que les missiles stratégiques tomber aux mains de mouvements islamistes radicaux ou de groupes terroristes. Elles s'inquiètent aussi qu'il fasse baisser le seuil d'emploi d'armes nucléaires en cas de nouvelle crise ouverte avec l'Inde, bien que les Pakistanais aient publiquement assuré du contraire.

#### Corée du Nord: progrès spectaculaires dans les années 2010
Les programmes de missiles sont partout couverts en partie par le secret militaire et peu d'informations officielles sont donc disponibles. C'est particulièrement le cas de la Corée du Nord dont les informations qu'elle publie lors des tests de missiles relèvent avant tout de la diplomatie et de la propagande. Un rapport de la RAND Corporation de 2012 met en évidence les incohérences et les doutes relatifs à la réalité opérationnelle du programme de missiles de la Corée du Nord en raison notamment du faible nombre de tests effectués.
La situation change radicalement avec l'arrivée au pouvoir de Kim Jong-un fin 2011. Depuis, la Corée du Nord a dévoilé plusieurs nouveaux missiles et effectué à la mi-2020 près de quatre fois plus de tests de missiles balistiques qu'entre 1984 et 2010. Les avancées nord-coréennes portent non seulement sur des missiles à courte ou moyenne portée, comme le KN-02 Toksa,, mais aussi pour la première fois sur un IRBM d'une portée démontrée comprise entre 3 300 et 4 500 km, le Hwasong 12, sur des missiles intercontinentaux, les Hwasong-14 (en) et Hwasong-15 capables d'atteindre les États-Unis, et sur un missile pouvant être lancé en plongée, le KN-11 Pukguksong-1,.
En contrepartie, la Corée du Sud a entamé depuis les années 1980 le développement de la famille de missiles balistiques à courte portée et de croisière Hyunmoo sous contrôle des États-Unis.

#### Iran: développement lent mais continu des capacités de production de missiles
L'Iran a entrepris son programme balistique depuis le milieu des années 1980. Il bénéficie de l'aide de la Chine, de la Russie et de la Corée du Nord. Les sanctions prises par les États-Unis puis par l'ONU rendent de plus en plus difficile l'accès à des ressources externes. L'Iran parvient très progressivement à développer et produire en série plusieurs types de missiles : missiles balistiques sol-sol à courte ou moyenne portée dont certains pourraient être armés d'une tête nucléaire, mais aussi missiles de croisière anti-navires et missiles de défense antiaérienne.

### Contrôle du commerce des missiles
| Pays          | Signataire () ou non () des traités · relatifs aux armes de destruction massive | Signataire () ou non () des traités · relatifs aux armes de destruction massive | Signataire () ou non () des traités · relatifs aux armes de destruction massive | Signataire () ou non () des traités · relatifs aux armes de destruction massive |
| Pays          | MTCR                                                                            | TNP                                                                             | Armes chimiques                                                                 | Armes biologiques                                                               |
| ------------- | ------------------------------------------------------------------------------- | ------------------------------------------------------------------------------- | ------------------------------------------------------------------------------- | ------------------------------------------------------------------------------- |
| Chine         | ❌                                                                              | ✔️                                                                              | ✔️                                                                              | ✔️                                                                              |
| Corée du Nord | ❌                                                                              | ❌                                                                              | ❌                                                                              | ✔️                                                                              |
| Corée du Sud  | ✔️                                                                              | ✔️                                                                              | ✔️                                                                              | ✔️                                                                              |
| Égypte        |                                                                                 | ✔️                                                                              | ❌                                                                              | [ note 11 ]                                                                     |
| États-Unis    | ✔️                                                                              | ✔️                                                                              | ✔️                                                                              | ✔️                                                                              |
| France        | ✔️                                                                              | ✔️                                                                              | ✔️                                                                              | ✔️                                                                              |
| Inde          | ✔️                                                                              | ❌                                                                              | ✔️                                                                              | ✔️                                                                              |
| Iran          | ❌                                                                              | ✔️                                                                              | ✔️                                                                              | ✔️                                                                              |
| Israël        | ❌                                                                              | ❌                                                                              | ❌                                                                              | ❌                                                                              |
| Pakistan      | ❌                                                                              | ❌                                                                              | ✔️                                                                              | ✔️                                                                              |
| Russie        | ✔️                                                                              | ✔️                                                                              | ✔️                                                                              | ✔️                                                                              |
| Iraq          | ❌                                                                              | ✔️                                                                              | ✔️                                                                              | ✔️                                                                              |
| Libye         | ❌                                                                              | ✔️                                                                              | ✔️                                                                              | ✔️                                                                              |
| Syrie         | ❌                                                                              | ✔️                                                                              | ✔️                                                                              | [ note 11 ]                                                                     |
| Taïwan        | ❌                                                                              |                                                                                 |                                                                                 |                                                                                 |
| Turquie       | ✔️                                                                              | ✔️                                                                              | ✔️                                                                              | ✔️                                                                              |
| Yemen         | ✔️                                                                              | ✔️                                                                              | ✔️                                                                              | ✔️                                                                              |

La prolifération est facilitée par le fait que le commerce des missiles n'est pas couvert par le traité sur la non-prolifération nucléaire. Toutefois, deux accords restreignent le commerce balistique : le Régime de contrôle de la technologie des missiles (MTCR) établi en 1987, et le Code de conduite de La Haye contre la prolifération des missiles balistiques (HCOC) établi en 2002. Mais les États n’y participent que sur une base volontaire, et leurs directives sont non-contraignantes sur le plan du droit international,,.
Le MTCR est le fruit de l'ère des relations de coopération entre Gorbatchev et Reagan dans les années 1986 à 1988 afin de réduire les tensions internationales et, plus spécifiquement, les arsenaux nucléaires. Signé en 1987, le traité FNI élimine des arsenaux américains et soviétiques tous les missiles tirés depuis le sol d'une portée comprise entre 500 km et 5 500 km. La même année, les deux Grands qui ne désirent pas que d'autres États puissent acquérir ce type de missiles, autant pour protéger leurs intérêts que pour limiter les risques de conflits régionaux, s'entendent avec les autres États participants au G7 sur un régime de contrôle des exportations dans le but d'« empêcher la prolifération des vecteurs non pilotés d’armes de destruction massive ». Cette formulation montre que c'est moins l'emploi de missiles à tête nucléaire, dont la technologie demeure complexe à acquérir, que leur utilisation comme vecteurs d'armes biologiques ou chimiques que les grandes puissances veulent prévenir. De telles armes sont en effet à la portée de pays encore peu développés et dont les régimes politiques ne garantissent pas qu'ils s'interdisent de les employer, même s'ils sont signataires d'un traité les interdisant. L'utilisation d'armes chimiques par le régime de Bachar el-Assad durant la guerre civile syrienne illustre le bien-fondé de ces craintes. Fin 2019, 35 États adhèrent à ce régime de contrôle des exportations.
Le MTCR classe les missiles et les composants entrant dans leur fabrication dans deux catégories. Les missiles d'une portée supérieure à 300 km et capables d'emporter une charge utile de plus de 500 kg, ainsi que leurs principaux composants entrent dans la catégorie I. Conformément aux Directives du MTCR, il existe nécessairement une forte présomption en faveur du refus des exportations d’articles de catégorie I, quel que soit le motif d’exportation. De plus, l’exportation d’installations de production d’articles de catégorie I est absolument interdite.
Les États fondateurs du MTCR n'en respectent pas toujours les directives.

### Principaux flux de prolifération de missiles balistiques
La prolifération des missiles balistiques est d'abord le fruit de la politique d'alliance de l'Union soviétique et des États-Unis durant la guerre froide. Les Soviétiques notamment exportent en nombre leurs missiles à courte portée armés d'une tête conventionnelle en support de leur politique étrangère et des conflits larvés ou aigus qui opposent les deux blocs de l'Est et de l'Ouest. La prolifération s'étend ensuite soit via des transferts de technologie, soit via quelques puissances régionales qui développent une base technologique et industrielle leur permettant de fabriquer leurs propres missiles, le plus souvent dérivés de ceux qu'ils reçurent à l'origine, et de les exporter à leur tour vers d'autres pays,.
Le 6 décembre 1957, un accord de licence est signé entre l'URSS et la Chine qui autorise la production du missile R-2 par les Chinois. Une équipe d'ingénieurs et de techniciens russes se rend à Pékin pour mettre en place la ligne de production. Ce missile fournit la base technologique des programmes de missiles chinois ultérieurs.
Les missiles R-11, R-17 et R-17M, souvent appelés Scud de façon générique, sont les plus illustratifs de ce phénomène de prolifération, dont la Corée du Nord, l'Égypte, l'Iran et le Pakistan sont les principaux acteurs. Ces pays sont parvenus à produire des versions améliorées des missiles soviétiques à courte portée puis à développer leurs propres missiles à moyenne voire à longue portée. Ces résultats sont obtenus par plusieurs voies : rétro-ingénierie de missiles complets, licences et transferts de technologies non rendus publics par les parties concernées, coopérations (par exemple entre l'Égypte et la Corée du Nord), acquisitions légales ou illégales de composants. Le développement des savoir-faire nécessaires s'est étalé sur des dizaines d'années, en raison de leur faible niveau de départ, de leur manque de moyens et des embargos mis en place notamment par les pays occidentaux,.
Le R-17 Scud-B est produit en masse en URSS durant les années 1960. Il est exporté durant les années 1970 dans quatre États au Moyen-Orient, Égypte, Syrie, Irak et Libye, dans le cadre de la politique de soutien des Soviétiques aux pays arabes contre Israël. L'Égypte tire trois de ces missiles dans le Sinaï en 1973 durant la guerre du Kippour. À la fin des années 1970, l'Égypte exporte le R-17 en Corée du Nord où il devient le point de départ d'une lignée de missiles balistiques,,. Dans les années 1980, les Coréens fabriquent plusieurs centaines d'exemplaires d'une version du Scud-B dénommée Hwasong 5 qui est ensuite exportée dans plusieurs pays du Moyen-Orient, dont l'Irak, l'Iran, la Libye, et la Syrie. Une hypothèse alternative, étayée dans le rapport de la RAND Corporation, est que les Hwasong-5 sont en réalité des Scud-B exportés par l'URSS qui dispose dans les années 1980 d'un nombre important de Scud-B obsolètes retirés du service opérationnel.
| Origine          | Origine                              | Origine | Origine     | Prolifération en cascade                                         |
| Pays             | Missile                              | Année   | Portée (km) | Prolifération en cascade                                         |
| ---------------- | ------------------------------------ | ------- | ----------- | ---------------------------------------------------------------- |
| Union soviétique | V2 → R-2                             | 1953    | 550         | → 1958 Chine Dongfeng 1,                                         |
| Union soviétique | R-5                                  | 1956    | 1 200       | → 1958 Chine Dongfeng 2 (CSS-1),                                 |
| Union soviétique | R-17 (SS-1c Scud-B)                  | 1964    | 300         | → Égypte → 1976 Corée du Nord (Hwasong 5) → 1985 Iran (Shahab-1) |
| Union soviétique | R-17M (SS-1d Scud-C)                 | 1967    | 500         | → 1987 Corée du Nord (Hwasong-6) → 1990s Iran → 1997 (Shahab 2)  |
| Union soviétique | 9K79 Tochka (SS-21 A et B)           | 1976    | 70          | → Arménie, Kazakhstan, Slovaquie, Syrie, Ukraine, Yémen          |
| Russie           | 9K79 Tochka (SS-21 A et B)           | 1976    | 70          | Syrie 1996 → Corée du Nord 2005 KN-02 Toska                      |
| Russie           | 9K720 Iskander (SS-26)               | 2006    | 415         | → Arménie, Biélorussie,                                          |
| États-Unis       | MGM-52 Lance                         | 1972    | 120         | → Iran, Israël, Corée du Sud                                     |
| États-Unis       | MGM-140 ATACMS                       | 1991    | 300         | → Bahreïn, Émirats arabes unis, Grèce, Taïwan, Turquie           |
| France           | MD-620                               | 1966    | 500         | → 1966 Israël (Jéricho 1)                                        |
| Chine            | DF-3 (CSS-2)                         | 1971    | 3 000       | → 1988 Arabie saoudite                                           |
| Chine            | DF-11 (CSS-7)                        | 1992    | 300         | → 1992 Pakistan → 2003 Shaheen-I (en) → 2014 Shaheen-II          |
| Chine            | DF-21 (CSS-5)                        | 1991    | 2 150       | → 2007 Arabie saoudite                                           |
| Corée du Nord    | Russie → techno Rodong-1 (ou Nodong) | 1995    | 1 200       | → 1990s Iran (techno.) → 2002 Shahab-3                           |
| Corée du Nord    | Russie → techno Rodong-1 (ou Nodong) | 1995    | 1 200       | → 1990s Pakistan → 2003 Ghauri                                   |

## État des lieux auXXIesiècle
| Pays            | SRBM    | SRBM       | IRBM   | Région       |
| Pays            | Ex-URSS | Autre      | IRBM   | Région       |
| --------------- | ------- | ---------- | ------ | ------------ |
| Afghanistan     | ✔️      |            |        | Asie         |
| Arabie saoudite | ❌      |            | DF-21  | Moyen-Orient |
| Arménie         | ✔️      | Iskander E |        | Asie         |
| Bahrain         | ❌      | ATACMS     |        | Moyen-Orient |
| Biélorussie     | ✔️      |            |        | Europe       |
| Corée du Sud    | ❌      | NHK-2      |        | Asie         |
| Égypte          | ✔️      |            |        | Moyen-Orient |
| Géorgie         | ✔️      |            |        | Asie         |
| Grèce           | ❌      | ATACMS     |        | Europe       |
| Iran            | ✔️      | Fateh      | Shahab | Moyen-Orient |
| Iraq            | ✔️      | Al Fat'h   |        | Moyen-Orient |
| Kazakhstan      | ✔️      |            |        | Asie         |
| Libye           | ✔️      |            |        | Moyen-Orient |
| Roumanie        | ✔️      |            |        | Europe       |
| Slovaquie       | ✔️      |            |        | Europe       |
| Syrie           | ✔️      | Fateh      |        | Moyen-Orient |
| Taïwan          | ❌      | ATACMS     |        | Asie         |
| Turquie         | ❌      | J-600T     |        | Moyen-Orient |
| Turkmenistan    | ✔️      |            |        | Asie         |
| EAU             | ✔️      | ATACMS     |        | Moyen-Orient |
| Vietnam         | ✔️      |            |        | Asie         |
| Yemen           | ✔️      |            |        | Moyen-Orient |

L'inventaire des missiles balistiques dans le monde publié par l'Arms Control Association (en) fait état de 31 pays en possédant. Neuf d'entre eux sont aussi des puissances nucléaires. Les missiles de 16 des 22 États non nucléaires sont des modèles fournis par l'Union soviétique, Sud-B et SS-21, ou qui en sont directement dérivés,.

### États sans armes nucléaires
La possession de missiles balistiques augmente à la fois la capacité de frappe militaire d'un pays et sa capacité de dissuasion, même lorsqu'elle n'est pas associée à la possession d'armes nucléaires. Le missile a une probabilité d'atteinte de sa cible très supérieure à celle d'un avion de combat, car les technologies d'interception d'avions sont beaucoup plus avancées que celles de défense antimissile. Durant la guerre du Golfe en 1991, l'aviation irakienne est clouée au sol en raison de la supériorité aérienne des Alliés, mais les Irakiens peuvent lancer avec un taux de succès important des missiles Scud sur des cibles civiles en Israël et sur un camp militaire américain en Arabie saoudite, malgré le déploiement de missiles Patriot de défense antimissile. L'augmentation de la capacité de dissuasion résulte du fait que les missiles de génération ancienne, encore les plus répandus, relativement peu précis et donc peu adaptés à viser des cibles militaires précises, sont davantage utilisables contre des cibles civiles devenant ainsi une arme de terreur à l'instar de l'arme nucléaire. Les missiles modernes et précis ont en outre grâce à leur vitesse la capacité à frapper de manière préventive des cibles militaires, détruisant ainsi une partie du potentiel offensif d'un pays par surprise

### États nucléaires
Durant des décennies, la possession de missiles balistiques par les États-unis et la Russie est encadrée par traité. Durant les années 2010, il s'agit principalement du traité sur les forces nucléaires à portée intermédiaire (signé en 1987) qui interdit tous les missiles de croisière et missiles balistiques, à charge conventionnelle ou nucléaire, lancés depuis le sol et ayant une portée se situant entre 500 km et 5 500 km, et du traité New Start (signé en 2010) qui fixe des plafonds du nombre de leurs missiles stratégiques sol-sol (ICBM) et mer-sol (MSBS). Après la dénonciation du traité FNI par les États-Unis en 2019, et en l'absence mi-2020 de négociations entre ces deux États sur la prorogation du traité New Start valable jusqu'en février 2021, la situation est devenue confuse pour l'avenir. Les États-Unis comme la Russie poursuivent activement en 2020 le développement de nouveaux missiles,.
La France et la Chine poursuivent leur rattrapage technologique tant dans le domaine des têtes nucléaires que dans celui des missiles balistiques. Il s'agit pour elles d'être certaines que leur force de dissuasion demeure crédible et se hisse donc au même niveau qualitatif que celles des deux Grands.
Le Pakistan et l'Inde continuent aujourd'hui à développer des missiles balistiques à portée intermédiaire dont le rôle stratégique leur convient puisque les adversaires sont géographiquement proches. De son côté, Israël poursuit son programme de missiles Jéricho et consacre d'importants moyens aux systèmes de défense antimissile.
Le cas de la Corée du Nord est différent : l’objectif politique de menacer les États-Unis ne peut être atteint que par un missile balistique de très longue portée. Elle poursuit le développement de ses capacités en procédant à de nombreux essais, sans qu'il soit possible de déterminer précisément quels modèles et en quel nombre sont opérationnels.

#### ICBM
Début 2020, seuls quatre États possèdent des ICBM, testés en vol ou opérationnels. Depuis le retrait du Peacekeeper achevé en 2005, le Minuteman III est le seul ICBM américain. Les programmes d'extension de sa durée de vie en cours doivent permettre de le maintenir en condition opérationnelle au moins jusqu'en 2030,.
| Missile                      | Pays        | Année test | Poids (tonnes) | Ergol (L/S) | Portée (km) |
| ---------------------------- | ----------- | ---------- | -------------- | ----------- | ----------- |
| Minuteman III                | USA         | 1968       | 36             | S           | 9 700       |
| RS-24 Yars                   | Russie      | 2007       | 50             | S           | 10 500      |
| RS-28 Sarmat[réf. souhaitée] | Russie      | 2016       | 208            | L           | 18 000      |
| DF-41                        | Chine       | 2014       | 80             | S           | 12 000      |
| Hwasong-15                   | Corée du N. | 2017       |                | L           | > 8 500     |

La Russie continue de maintenir en service opérationnel plusieurs types de missiles : le R-36M2 (SS-18), le RT-2PM Topol (SS-25) mobile, les deux versions — en silo et mobile — du Topol-M (SS-27 Mod 1) et le RS-24 (SS-29 ou SS-27 Mod 2) également en deux versions. La Russie met à profit l'immensité de son territoire en déployant une majorité de ses ICBM dans leur version mobile afin de se prémunir contre une première frappe préventive. L'innovation la plus marquante est le début du déploiement fin 2019 du planeur hypersonique Avangard monté sur le UR-100NUTTH (SS-19 Mod 4),,. Destiné à remplacer le SS-18 Satan, le RS-28 Sarmat est, selon les déclarations officielles russes, en 2020 dans sa phase finale de test et doit être déployé opérationnellement à partir de 2021. Il sera de très loin le plus gros missile en service ; sa masse au lancement est de 208,1 t, il peut emporter une charge utile de près de 10 t à 18 000 km de distance[réf. souhaitée].
En Chine, deux types d'ICBM sont opérationnels début 2020, le DF-5 et le DF-31, tandis qu'un nouvel engin, le DF-41, est en développement. Le DF-5 est un ICBM « lourd », comme l'était le Titan II américain, et comme les R-36M2 (SS-18) et RS-28 Sarmat russes. Ces missiles ont en commun un poids supérieur à 150 t, une propulsion liquide, une capacité d'emport de plusieurs tonnes et une très longue portée leur permettant de suivre des trajectoires différentes des autres ICBM qui rendent ainsi leur détection et leur interception plus difficiles. Le DF-5A, opérationnel depuis 1981, porte à 13 000 km une tête nucléaire unique de 3,9 t d'une puissance de l'ordre de 4 à 5 Mt.

#### MSBS
Les MSBS lancés par des sous-marins à propulsion nucléaire demeurent au XXIe siècle le principal vecteur des armes nucléaires stratégiques. Deux approches cohabitent, modernisation incrémentale des missiles existants et développement de missiles nouveaux. Les États-Unis, la Russie et la France possèdent depuis plusieurs décennies la maîtrise du système d'armes complet formé par les SNLE, les MSBS, les ogives nucléaires et les systèmes de commandement associés et disposent d'une avance technologique réelle par rapport à la Chine et à l'Inde qui font désormais partie du cercle restreint des États producteurs et opérateurs d'un tel système d'arme. Le Royaume-Uni en possède aussi partiellement le savoir-faire, mais a choisi depuis les années 1960 de coopérer avec les États-Unis auprès desquels en particulier il achète les missiles Trident.

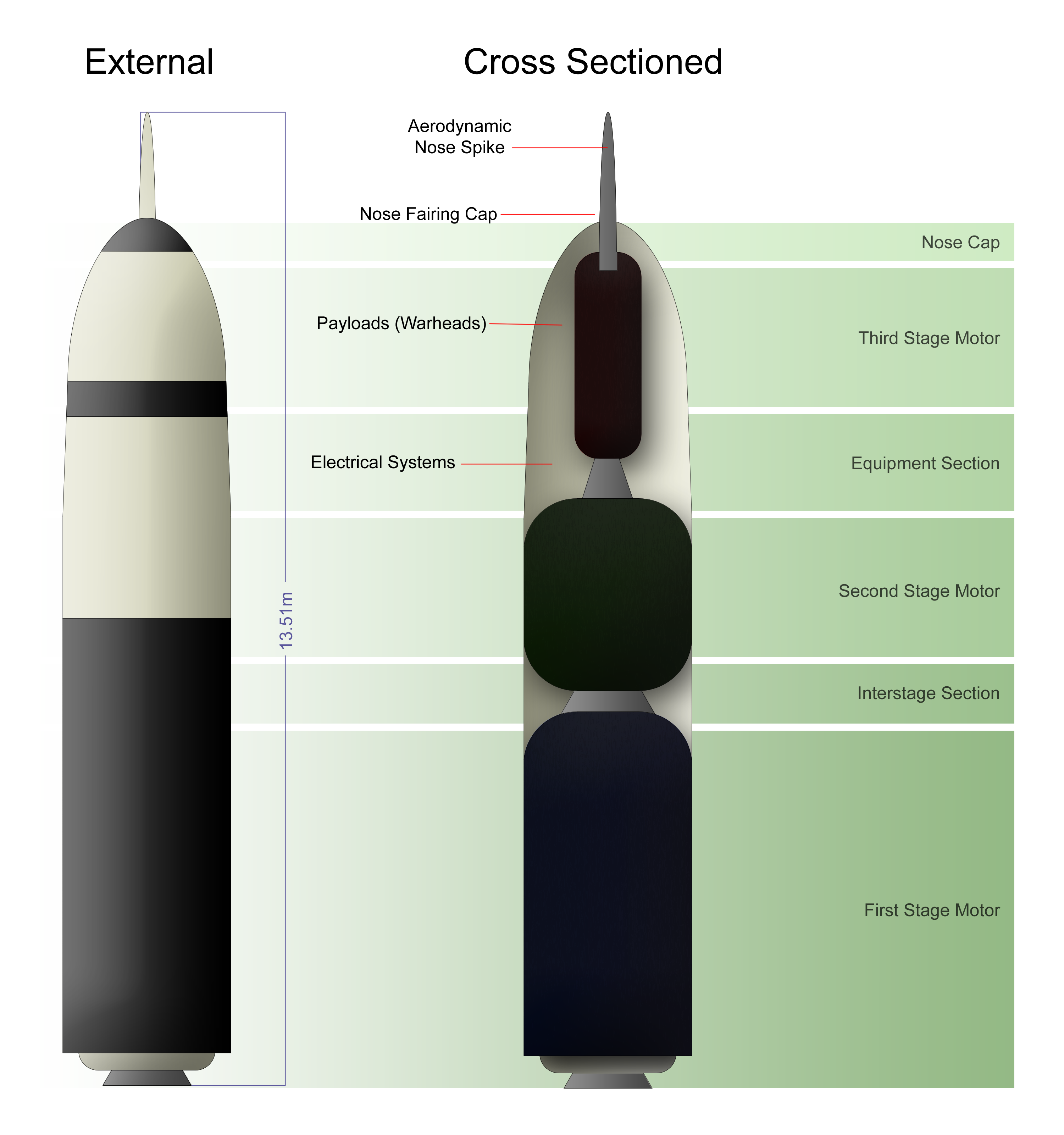
Schéma du Trident II D5.

La portée et la précision des MSBS les plus récents, Trident II D5, R-30 Boulava et M-51, sont proches de celles des ICBM, et les caractéristiques techniques générales de ces trois missiles sont très similaires : trois étages, propulsion solide, grand diamètre (≥ 2 m), compacité (hauteur comprise entre 12 m et 13,4 m), guidage inertiel recalé par visée stellaire ou GPS, portée supérieure à 8 000 km et grande précision (CEP classifiée mais de l'ordre de 100 m à 200 m), véhicule de rentré Mirvé, leurres et aides à la pénétration.
Le MSBS Trident II D5 est déployé à partir de 1990 et arme depuis 2004 tous les SNLE des États-Unis de la classe Ohio. Le missile comprend trois étages à propulsion solide. Il ne mesure que 13,4 m par le fait que la charge utile est positionnée autour du moteur du troisième étage, ce qui est rendu possible par le grand diamètre (2,1 m) du missile et la miniaturisation des têtes nucléaires W76 et W88.
Pour remplacer ses SLBMs de troisième génération développés par le bureau d'étude Makeïev, le R-39 Rif (en) (SS-N-20) et le R-29 (SS-N-18), la Russie décide dans un premier temps de développer une version très améliorée du R-39, dénommée R-39 Bark (SS-NX-28). Après trois échecs de ses essais en vol, la Russie arrête en 1999 ce programme, poursuit la modernisation du R-29 et confie au Moscow Institute of Thermal Technology (en) la conception d'un nouveau MSBS, le R-30 Boulava, qui bénéficie toutefois des technologies les plus récentes mises au point pour l'ICBM Topol-M. Le R-29 est une famille de missiles à propulsion liquide dont la première version (code OTAN SS-N-8) entre en service en 1974 et dont la version R-29R (SS-N-18) arme un SSBN Delta III et la version la plus récente, déployée à partir de 2004, R-29RMU Sineva (SS-N-23) arme 6 SSBN Delta IV encore début 2020,. La fidélité de la Russie à la propulsion liquide, seul pays à y recourir encore en 2020 pour ses MSBS, s'explique au moins autant par les déboires des R-31 et R-39 avec la propulsion solide que par ses performances énergétiques supérieures. Le Sineva emporte une charge utile de 2,8 t à plus de 8 000 km de distance pour une masse au lancement de 40,3 t. Le volume et la masse disponibles pour la charge utile permettent d'accommoder jusqu'à 10 ogives mirvées. En raison des limites fixées par le traité New START de 2010, leur nombre est réduit à quatre. d'une puissance unitaire de 100 kt. Ces missiles sont lancés en plongée à une profondeur de 55 m et une vitesse de 7 nœuds au maximum. Leur CEP est de 500 m, trop élevée pour détruire des objectifs fortement protégés, bien qu'ils soient dotés d'un système de navigation inertielle recalé par visée stellaire et de guidage en phase finale par le système de positionnement par satellites russe GLONASS.
Le R-30 Boulava est développé pour équiper la nouvelle classe Boreï de SNLE russe, après l'abandon du R-39 Bark. Le projet est approuvé à la fin des années 1990 et le premier tir d'essai d'un missile complet a lieu en 2005. Entre 2006 et 2009, six tests sur dix sont des échecs, qui retardent à 2011-2012 les tests en condition opérationnelle et à 2018, vingt ans après le lancement du programme, la recette définitive du système par la marine russe en pleine modernisation. Entre 2005 et 2019, sur les 33 tirs d'essais effectués, 11 ont été des échecs, illustrant la difficulté de mise au point des missiles sophistiqués de quatrième génération, malgré plusieurs décennies d'expérience acquise par les Russes,,. Le R-30 Boulava est un missile à trois étages, les deux premiers à propulsion solide, le troisième à propulsion liquide, d'une masse de 36,8 t, capable d'emporter sa charge utile de 1,15 t à 8 000 km,.
| SNLE          | M45 TN75 | M51-1 TN75 | M51-2 TNO |
| ------------- | -------- | ---------- | --------- |
| Le Triomphant | 1997     |            | 2016      |
| Le Téméraire  | 1999     |            | 2019      |
| Le Vigilant   | 2004     | 2013       |           |
| Le Terrible   |          | 2010       |           |

Malgré la réduction des moyens qu'elle consacre à sa défense, la France continue de mettre la dissuasion nucléaire au centre de sa politique de défense nationale. Après l'abandon de la composante terrestre de la force de dissuasion, sa composante navale en est l'élément principal. Entre 1997 et 2010, 4 SNLE de nouvelle génération de la classe Le Triomphant sont mis en service — six étaient à l'origine prévus — dont les trois premiers sont équipés du missile M45, une évolution du M4 dont il reprend la conception générale mais dont la portée et les têtes nucléaires sont améliorées. Lancé en 1992, le projet M-5 intégrait un 3e étage manœuvrant permettant au missile une meilleure précision, mais en février 1996, Jacques Chirac renonce au développement de cet étage pour des raisons budgétaires. À la place, la France développe durant les années 2000 le missile M51 dont les performances sont très améliorées par rapport à celles du M45, bien qu'il s'inscrive dans la politique de développement évolutif adoptée depuis l'origine des MSBS français. Le M51 dispose d'un système de guidage inertiel recalé par visée stellaire, mais par voie de conséquence du renoncement au 3e étage manœuvrant, il est moins précis que le Trident II D5,. Le M51 et la tête nucléaire évoluent à un rythme de 5 à 10 ans entre chaque nouvelle version. Le programme M51.3 est lancé en 2014 dans la perspective d'équiper les SNLE de troisième génération dont la construction a été décidée en 2017.

## Principales innovations technologiques des missiles balistiques
La guerre froide stimule le développement de systèmes de missiles balistiques toujours plus performants qui répondent aux exigences évolutives des politiques de dissuasion nucléaire. À partir du milieu des années 1960, les technologies de base des missiles sont bien maitrisées. Les axes de progrès concernent dorénavant davantage l'amélioration de la fiabilité des missiles et des systèmes d'armes auxquels ils sont intégrés, de leur flexibilité et sécurité d'emploi, de leur précision et de leur invulnérabilité, ainsi que de leur capacité de destruction.
Ces améliorations technologiques profitent aux nouveaux modèles mais sont aussi incorporées dans les versions successives de missiles existants, prolongeant leur durée de vie au prix d'investissements nouveaux qui renchérissent les programmes. Ainsi le Minuteman III en service depuis 1970, lui-même une évolution des Minuteman I et II, est en 2020 le seul ICBM des États-Unis, grâce à des programmes réguliers d'extension de sa durée de vie et d'installation de composants plus performants, auxquels le Pentagone a consacré, entre 2002 et 2012, 7 milliards US$.

### Fiabilité et maintenabilité
Les missiles balistiques utilisent initialement la propulsion liquide. Korolev adopte comme ergols le kérosène et l'oxygène liquide cryogénique qui ne peut être stocké dans le missile. Cette solution présente l'avantage d'un excellent rendement mais impose des délais de lancement qui sont peu compatibles avec les contraintes militaires. D'autres bureaux d'étude dirigés par Mikhail Yanguel ou Vladimir Tchelomeï utilisent l'UDMH en combinaison avec l'IRFNA qui peuvent être stockés. Les Soviétiques améliorent sans cesse leur maîtrise de cette solution : si les missiles de seconde génération (R-36 et UR-100) peuvent être stockés 3 ans avant de retourner en usine pour être rénovés par suite de la corrosion des réservoirs, cette durée est portée à 5 ans et même 7 ans dans les années 1970 pour les ICBMs de troisième génération.
La propulsion solide permet le stockage durant de longues périodes de missiles prêts à être lancés. Une fois maitrisés les problèmes de combustion de la poudre, elle est d'une conception plus simple et améliore donc la fiabilité des missiles ; elle contribue aussi à leur invulnérabilité en ouvrant la voie à la mobilité sur terre et en mer et en réduisant à quelques minutes le délai de lancement.
Présentant moins de risques d'explosion et plus facile d'emploi en conditions opérationnelles, la propulsion solide a pris le pas sur la propulsion liquide, bien que celle-ci demeure intrinsèquement plus performante. Ainsi, le SLBM Russe R-29RMU Sineva est le meilleur missile balistique au monde sur le critère du rapport énergie-masse, défini comme le rapport de la masse de la charge utile du missile balistique par rapport à sa masse de départ, pour une portée donnée. Ce rapport est de 46 pour le R-29RMU, alors que pour les Trident-1 et Trident-2, il est de respectivement 33 et 37,5.

### Invulnérabilité passive: silos et mobilité
L'invulnérabilité concerne la capacité du système d'arme à survivre à une attaque avant son lancement d'une part et à la réduction des possibilités de détection et de destruction du véhicule de rentrée dans l'atmosphère d'autre part. En réponse au risque de destruction au sol, les missiles sont enterrés dans des silos capables de résister à des explosions nucléaires à proximité et dispersés sur de grandes surfaces rendant nécessaire l'emploi d'un grand nombre d'ogives nucléaires pour atteindre une probabilité élevée de destruction complète. Les Atlas E sont protégés par un abri capable de résister à une surpression de 25 psi, les Atlas F sont enterrés dans des silos à missiles calculés pour résister à une pression de 100 psi d'où ils sont extraits par ascenseur avant lancement. Les silos des Minuteman I déployés en 1963 sont conçus pour résister à 300 psi (soit 21 kg/cm2) et leur centre de commandement à 1 000 psi. Les Soviétiques dont la stratégie de dissuasion nucléaire dépend encore davantage des ICBM que les Américains, vont plus loin dans le durcissement de leurs silos : ceux installés dans les années 1970 répondent à une spécification comprise entre 1 000 psi et 1 400 psi.
La construction des silos et des installations enterrées de commandement représente un investissement considérable. Il est donc important de pouvoir utiliser les installations existantes en les adaptant au fur et à mesure que de nouvelles versions des ICBMs sont développées. Pour y parvenir, les Soviétiques adoptent dans les années 1970 une technologie de lancement à froid par laquelle le missile est éjecté de son silo par un gaz comprimé et ses moteurs sont allumés à l'extérieur, ce qui permet un gain de place important dans le silo car il n'est plus nécessaire d'évacuer les gaz chauds produits par les moteurs-fusées. Les Américains recourent aussi à cette technique pour leur ICBM Peacekeeper,.
La mobilité est l'alternative à l'enfouissement dans des silos. Si elle est naturelle pour les missiles à courte ou moyenne portée déployés sur les théâtres d'opérations militaires, elle ne va pas de soi pour les ICBMs ne serait-ce qu'en raison de leur taille. Toutefois, les Soviétiques surtout, mais aussi les Américains vont consacrer d'importants moyens pour en investiguer la faisabilité et, pour les premiers, parvenir à déployer en conditions opérationnelles des ICBMs mobiles. La mobilité impose des contraintes de limite de poids, de résistance aux vibrations résultant des déplacements, de sécurité et de commandement et contrôle qui sont rédhibitoires dans les années 1950 et 1960 mais auxquelles les technologies disponibles au début des années 1970 apportent des réponses. En Union soviétique, à la fin des années 1960, le bureau d'études NII-125 / LNPO Soyuz, dirigé par Boris Zhukov, acquiert la maîtrise de la propulsion à poudre. Le Moscow Institute of Thermal Technology (en), bureau d'études dirigé par Alexandre Nadiradzé, se voit confier le développement d'un ICBM mobile, le Temp-2S (SS-16) et d'un IRBM également mobile sur route, le RSD-10 Pioneer (SS-20),. Le Temp-2S est un missile à 3 étages à propulsion à poudre, d'un poids de 44 t, déplacé sur un véhicule à roues. Il est en service opérationnel entre 1976 et 1986. Son retrait est la conséquence de la signature entre les deux Grands du traité START I qui bannit les missiles stratégiques mobiles,.

### Invulnérabilité de la tête de rentrée dans l'atmosphère
Pour améliorer l'invulnérabilité du véhicule de rentrée atmosphérique et de son ogive nucléaire, différentes techniques sont perfectionnées dans les années 1960 et 1970 : réduire la surface radar, utiliser des leurres pour multiplier les cibles à gérer par le système antimissile ennemi et ainsi le saturer, protéger la tête nucléaire des effets d'explosions (potentiellement nucléaires) à proximité en altitude résultant du tir de missiles de défense antimissile, rendre manœuvrable le véhicule de rentrée afin de rendre imprévisible sa trajectoire dans sa phase finale de vol vers sa cible,.
La fonction d'un véhicule de rentrée manœuvrable (MaRV) est d'effectuer au moyen de dispositifs aérodynamiques des mouvements violents afin d'échapper à l'interception par un système antimissile (ABM) dans la toute dernière partie du vol à moins de 60 km d'altitude. Au-dessus, le recours à des leurres demeure nécessaire. Pour que la précision demeure acceptable, le système de guidage inertiel doit être capable d'encaisser des chocs très violents et de réagir très rapidement durant cette phase de rentrée dont la durée est de 1 à 3 minutes ; les gyrolasers ont démontré avoir ces capacités tout en étant extrêmement légers et compacts, au bénéfice de l'ogive nucléaire proprement dite.
Les Soviétiques équipent à partir de 1967 leurs R-36 de leurres qui consistent en des ballons gonflables en plastique métallisé pour créer de faux échos radar pendant la phase de vol exo-atmosphérique, et en des leurres lancés durant la rentrée de l'ogive dans l'atmosphère. Le poids élevé de ces premiers dispositifs a toutefois pour inconvénient de réduire la charge utile du missile et donc la puissance de l'ogive nucléaire. Le missile UR-100 en bénéficie aussi au début des années 1970 dans le cadre d'un programme plus vaste de modernisation.

### Capacité de destruction et précision
La capacité de destruction des missiles de première et de seconde génération repose davantage sur la puissance de l'arme nucléaire qu'ils emportent que sur leur précision, ce qui les rend adaptés à une stratégie anti-cités plutôt qu'anti-forces. Les Soviétiques, dans les années 1960 équipent l'ICBM R-16 (SS-7) d'une ogive thermonucléaire d'une puissance de 3 à 6 Mt et les IRBM R-12 et R-14 d'une ogive de 1 à 2 Mt. L'erreur circulaire probable (CEP) de ces missiles est de l'ordre de 2 Km. Aux États-Unis, l'ICBM Titan I dont la CEP est de l'ordre de 1,6 Km est doté de l'ogive W53 de 9 Mt, la plus puissante jamais déployée sur un missile par les Américains. À titre de comparaison, les bombes atomiques qui ravagent Hiroshima et Nagasaki en 1945 ont une puissance de tout au plus 0,02 Mt (soit 20 Kt).
L'amélioration de la précision va de pair avec l'introduction de la technologie du « mirvage » qui permet de lancer plusieurs ogives nucléaires depuis un seul missile, car la multiplication du nombre d'ogives entraîne la réduction de leur puissance unitaire. Les Américains la développent durant la seconde moitié des années 1960 pour équiper les ICBMs Minuteman III et les SLBMs Poseidon C3 qui entrent en service respectivement à partir de 1970 et de 1971.
Les progrès en matière de précision viennent de l'amélioration continue des instruments de guidage inertiel — gyroscopes et accéléromètres — et l'ajout de viseurs d'étoile. Les résultats obtenus dans les années 1970 aux États-Unis sont spectaculaires : par exemple la CEP du Poseidon C3 est inférieure à 0,5 Km, soit une amélioration de respectivement 87 % et 50 % par rapport aux Polaris A1/A2 et Polaris A3. Les missiles basés à terre conservent cependant en la matière un avantage : la CEP du Minuteman III est inférieure à 0,2 Km,.
Les Soviétiques équipent une centaine de leurs 288 ICBMs lourds R-36 (SS-9 Mod 4 "Triplet") de trois têtes de rentrée d'une puissance unitaire de 2 à 5 Mt entre 1970 et 1974, mais celles-ci ne sont pas guidées indépendamment l'une de l'autre. La puissance de ces missiles et leur supposée capacité à détruire les silos de Minuteman alimentent aux États-Unis le débat sur la nécessité de développer un système antimissile capable de les intercepter. Cette capacité est directement fonction de leur précision sur laquelle les Américains n'ont pas d'information certaine. Selon les données russes récentes, la CEP du R-36 était d'environ 1,5 Km alors qu'il aurait fallu qu'elle soit inférieure à 0,5 Km pour pouvoir détruire les silos des Minuteman. Une nouvelle version de l'ICBM UR-100, l'UR-100K, est déployée en grand nombre à partir de 1972 elle aussi équipée de trois têtes non guidées.
Pour améliorer encore la précision, des véhicules de rentrée manœuvrables dont certains équipés d'un système actif de guidage par radar (MaRV) vers la cible, sont développés. Le Pershing II et le Trident américains, ainsi que le RT2PM 2Topol-M russe en sont par exemple équipés. Le poids et la complexité de ces systèmes en limitent cependant l'emploi.
Toujours en service en 2020, le Topol-M est équipé d'un MaRV porteur d'une ogive nucléaire d'une force explosive de 550 kt, contrôlé à l'aide d'une plateforme de navigation inertielle et du système de navigation par satellite GLONASS. Grâce à ces technologies, le Topol-M est crédité d'avoir une précision (CEP) inférieure à 300 m pour une portée de 11 000 km.

### Flexibilité
La flexibilité d'emploi devient avec l'abandon de la posture de représailles massives au profit de doctrines de dissuasion impliquant de pouvoir frapper un plus grand nombre de cibles de natures différentes (villes, mais aussi installations militaires, industrielles, etc.) et de pouvoir engager par paliers les armes nucléaires. Le principe de base est que chaque ICBM vise une cible prédéterminée bien avant son lancement ; McNamara demande que le système de guidage du Minuteman II enregistre huit cibles potentielles entre lesquelles le choix final est effectué en vol, avec la contrainte que la déviation de trajectoire requise soit inférieure à 10°.